# ミャンマー

ミャンマー連邦共和国
ပြည်ထောင်စု သမ္မတ မြန်မာနိုင်ငံတော်

国の標語：なし
国歌：ကမ္ဘာမကျေ（ビルマ語）
世界の終わりまで

注2: かつてのccTLDは.bu

ミャンマー連邦共和国（ミャンマーれんぽうきょうわこく、ビルマ語: ပြည်ထောင်စု သမ္မတ မြန်မာနိုင်ငံတော်）、通称ミャンマーは、東南アジアのインドシナ半島西部に位置する共和制国家。首都はネピドー（2006年まではヤンゴン）。
イギリスから独立した1948年から1989年までの国名はビルマ連邦、通称ビルマ。東南アジア諸国連合（ASEAN）加盟国、人口は5441万人（2021年）。

## 概要

### 独立まで
初期の文明としてはモン族が南部に、ピュー族の都市国家が中央の乾燥地帯に栄えたが、南下してきたビルマ族が1050年代にパガン朝を建てた。パガン朝が1287年にモンゴルの侵略で滅ぼされた後は小国が分立したが、ビルマ族のタウングー朝が1531年に国土を再統一。タウングー朝は1752年にモン族に滅ぼされたが、間もなくコンバウン朝が成立して全ビルマを統一。
19世紀に3度にわたる英緬戦争でコンバウン朝が滅びた後はイギリス植民地となった。1886年にイギリス領インド帝国の一州とされたが、1935年にはインドと分離された。第二次世界大戦中に日本の占領を受け、ビルマ国としてイギリスから独立したが、日本の敗戦で連合国に再占領され、イギリス植民地に戻った。その後英植民地体制崩壊の流れの中で、パンロン会議を経て1948年に英連邦に参加せず、ビルマ連邦共和国として独立。

### 独立後
1962年のクーデター後、ビルマ社会主義計画党のネ・ウィンの独裁政権となる。1974年に国名をビルマ連邦社会主義共和国と改名。1988年に民衆の民主化運動でネ・ウィン体制は崩壊したが、これを危惧したミャンマー国軍がクーデターを起こして軍事政権を設立し、国名をミャンマー連邦に改名した。
独立してからのほとんどの期間、ミャンマーは横行する民族紛争に巻き込まれ、無数の民族グループが世界で最も長く続いている内戦の一つに巻き込まれてきた。この間、国際連合をはじめとするいくつかの組織は、一貫して組織的な人権侵害を報告してきた。
2010年の総選挙で軍事政権が正式に解散し、2011年には名目上の文民政権が発足した。これにより、アウンサンスーチーや政治犯の釈放とともに、同国の人権記録や対外関係が改善され、貿易などの経済制裁が緩和された。また国名をミャンマー連邦共和国に改名した。しかし、政府の少数民族への扱いや民族反乱への対応、宗教的な衝突への批判が続き、2015年に行われた画期的な選挙でアウンサンスーチーの党が両院で過半数を獲得したが、ミャンマー軍は依然として政治に大きな影響力を持ち続けた。2021年2月1日、ミャンマー軍はアウンサンスーチー国家顧問と大統領を拘束し、非常事態を宣言した。軍は政権が国軍トップのミン・アウン・フライン最高司令官に「移譲された」とし、政権を奪取したと発表した（2021年ミャンマークーデター）。

### 民族・宗教
多民族国家で、人口の6割をビルマ族が占め、ビルマ語が公用語である。ほかにロヒンギャ、カレン族、カチン族、カヤー族、ラカイン族、チン族、モン族、シャン族、北東部に中国系のコーカン族などの少数民族がおり、独自の言語を持つ民族も多く、中国人やインド人もいる。（言語参照）
宗教は住民の大半（85 %）が上座部仏教を信仰し、他にヒンドゥー教などがある。

### 対外関係・経済
ミャンマーは東アジアサミット、非同盟運動、ASEAN、BIMSTECに加盟しているが、イギリス連邦には加盟していない。ヒスイや宝石、石油、天然ガスなどの鉱物資源が豊富な国である。再生可能エネルギーにも恵まれており、太陽光発電のポテンシャルは大メコン地域の中で最も高い。2013年のGDP(名目)は567億米ドル、GDP(PPP)は2215億米ドルであった。経済の大部分が旧軍事政権の支持者によって支配されているため、ミャンマーの所得格差は世界で最も大きい。

### 地理
インドシナ半島の西海岸をしめるミャンマーの国土は、日本の約1.8倍の面積を持ち、南西はベンガル湾、南はアンダマン海に面する。インドとミャンマーはベンガル湾を挟み相対している。国境は、南東はタイ、東はラオス、北東と北は中国、北西はインド、西はバングラデシュと接する。
おおむね北部が高く南部が低い地形であり、西部にはアラカン山脈（最高峰は3,053 mのヴィクトリア山）が南北に走る。東部はラオスやタイに続くシャン高原（シャン州）が広がっており、サルウィン川が南流している。中央部をイラワジ川とシッタン川が南流し、下流部に大デルタを形成している。南東端タニンダーリ地方域は入江と小島が多い。熱帯季節風気候であり、雨季（5 - 10月）と乾季（11 - 4月）の別が明瞭である。
ミャンマーは世界で最も地震が多い国の一つである。インドプレートとユーラシアプレートの間にあるザガイン断層が国の中央を南北に走っていて、小さな地震からマグニチュード7～8の大きな地震（ミャンマー地震 (2025年)も参照）が数多く発生している。

## 国名
公式名称はミャンマー連邦共和国（ミャンマーれんぽうきょうわこく、ビルマ語: ပြည်ထောင်စုသမ္မတ မြန်မာနိုင်ငံတော်, Pyihtaungsu Thamada Myanma Naingngantaw, 発音 [pjìdàʊɴzṵ θàɴməda̰ mjəmà nàɪɴŋàɴdɔ̀]）である。1948年の独立時はビルマ連邦（ビルマれんぽう）の国号を採用していたが、1974年にビルマ連邦社会主義共和国（ビルマれんぽうしゃかいしゅぎきょうわこく）、1988年に再びビルマ連邦に戻ったのち1989年にミャンマー連邦（ミャンマーれんぽう）、2011年にミャンマー連邦共和国と変更された。通称ミャンマー（မြန်မာ、Myanma）。漢語の名称として緬甸（めんでん、ビルマ）があり、単に緬（めん）の一文字で同国を表すこともある。
同国を表す名称としては「ミャンマー」と「ビルマ」のふたつがある。いずれの名称も、ビルマ人のビルマ語民族名である Mranma ないし Mramma に由来する。語源は不明であるが、サンスクリットで「ブラフマーの土地」を意味する Brahma Desha に由来するという説が一般に知られている。両者には文語・口語の違いしかなく、文脈に応じて自由に使い分けられてきた。しかし、1989年6月、8888民主化運動の鎮圧を経て成立した当時の軍事政権が対外的な名称を「ビルマ」から「ミャンマー」に変更し、前者をビルマ人を指す呼称、後者をミャンマー国民一般を指す呼称と設定したことによって、政治的文脈が生まれた。
国際連合・ASEAN・日本・インド・中国などは「ミャンマー」への国号変更を承認した一方で、主に軍事政権の正統性を認めない立場から、アメリカ・オーストラリア・カナダ・イギリスなどは「ビルマ」の国号を使い続けた。2015年ミャンマー総選挙を経て、文民として政権を握ったアウンサンスーチーは、2016年に「ミャンマー」と「ビルマ」の双方を容認する姿勢を明らかにした。軍政と「ミャンマー」の国号のつながりが希薄になるにつれて、「ミャンマー」国号の利用も一般的になった一方で、アメリカ政府は民主主義政権下においても、2021年のクーデター後も、公の場では「ビルマ」の語を用いることが多い。

## 歴史
ビルマでは10世紀以前にいくつかの民族文化が栄えていたことがうかがえるが、ビルマ民族の存在を示す証拠は現在のところ見つかっていない。遺跡からビルマ民族の存在が確実視されるのはパガン朝（11世紀 - 13世紀）以降である。ビルマ族は10世紀以前にはまだエーヤワディー川（イラワジ川）流域に姿を現していなかった。ビルマ族の起源は中国青海省付近に住んでいたチベット系の氐族と考えられている。580年、氐族の最後の王朝である仇池が隋の初代皇帝楊堅に攻められ滅亡。四散した氐族は、中国雲南省大理にあった烏蕃氏の六詔の傘下に入ったと考えられている。のちに六詔が統一されて南詔となった。

### 驃国・タトゥン王国

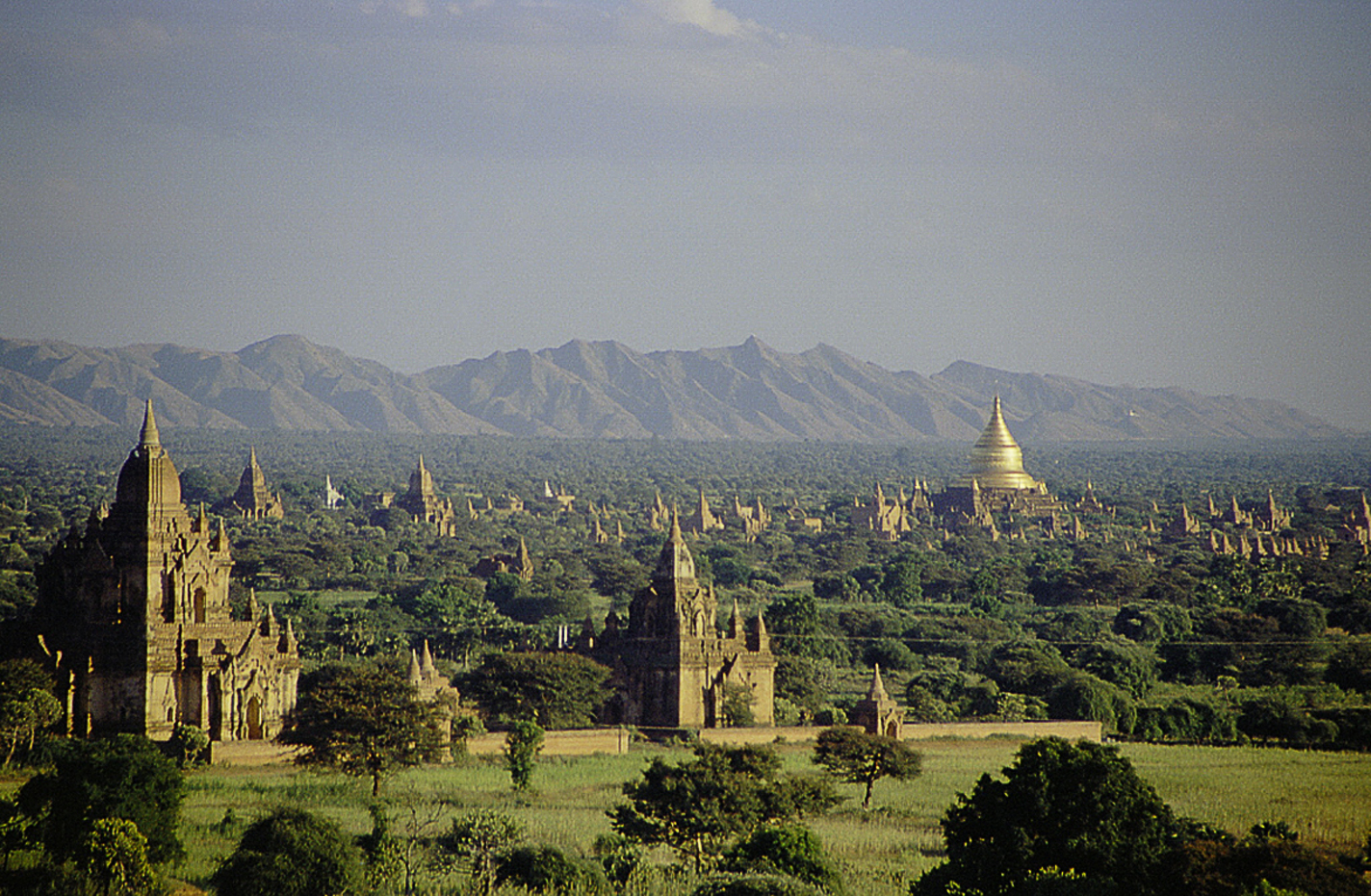
パガン王朝の都、バガン。バガンとは広くこの遺跡群の存在する地域を指し、ミャンマー屈指の仏教聖地である

ミャンマー南部の地は古くからモン族が住み、都市国家を形成して海上交易も行っていた。北部では7世紀にピュー人がピュー（驃）を建国した。832年、驃国は南詔に滅ぼされ、モン族とピュー族は南詔へ連れ去られたために、エーヤワディー平原（ミャンマー）は無人の地となり、200年間にわたって王朝がなかった。9世紀頃、下ビルマでモン族のタトゥン王国（9世紀 - 1057年）が建国された。

### ビルマ族の南下

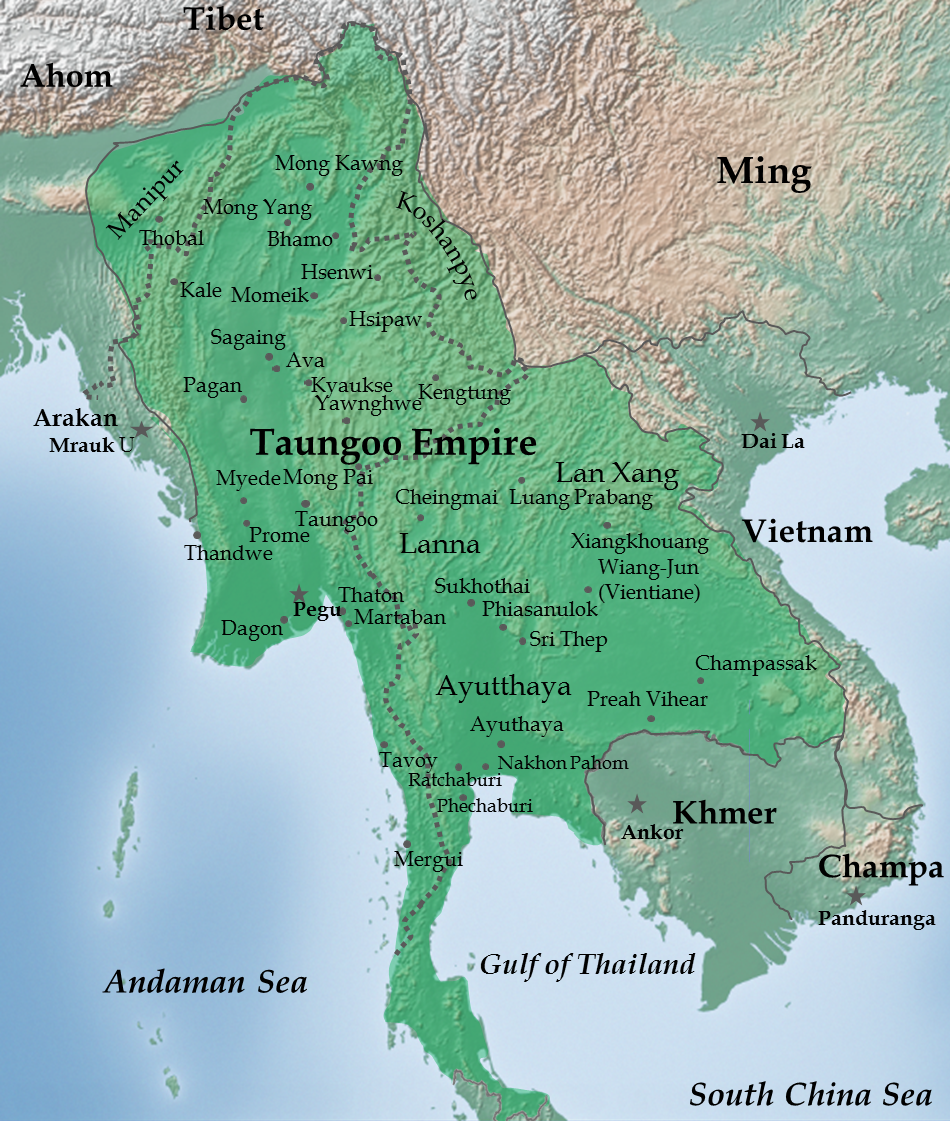
タウングー王朝の支配領域（1572年）

1044年、南詔支配下にあったビルマ族がエーヤワディー平原へ侵入してパガン王朝を樹立した。パガンは最初小さな城市であった。王統史のいう「44代目」のアノーヤター王（在位1044年 - 1077年）が初代国王とされる。1057年、パガン王朝はタトゥン王国を滅ぼした。パガン王朝は13世紀にモンゴルの侵攻を受け、1287年のパガンの戦いで敗北し、1314年に滅びた。下ビルマには、モン族がペグー王朝 （1287年 - 1539年）を建国し、上ビルマには、ミャンマー東北部に住むタイ系のシャン族がピンヤ朝（1312年 - 1364年）とアヴァ王朝（1364年 - 1555年）を開き、強盛になると絶えずペグー王朝を攻撃した。
1385年から40年戦争が起こり、今日のミャンマー全土を巻き込む内戦となった。1486年、タウングーに流れ込んでいたパガン王朝のビルマ族遺民によってタウングー王朝が建国された。タウングー王朝はポルトガルの傭兵を雇い入れ、タビンシュエーティーの治世にペグーとアヴァ王朝を併合し、次のバインナウンの治世には1559年には現東インドのマニプールを併合し、アユタヤ王朝やラーンナー王朝などタイ族小邦や、チン・ホー族が住む雲南のシップソーンパンナーを支配した。
しかし1612年にはムガル皇帝ジャハーンギールのもとで、プラターパーディティヤが支配していたチッタゴンを除く現バングラデシュ地域がムガル帝国の統治下に入り、1666年にはさらにムガル皇帝アウラングゼーブが現ラカイン州に存在したアラカン王国支配下のチッタゴンを奪った。
17世紀にタウングー王朝が衰亡し、再びモン族・シャン族が再興ペグー王朝を興した。1752年3月、再興ペグー王朝によって復興タウングー王朝が滅ぼされたが、アラウンパヤーが王を称しモン族・シャン族の再興ペグー王朝軍に反撃し、これを撃退。1754年にビルマを再統一した。これがコンバウン王朝である。清に助けを求めたシャン族が乾隆帝とともに興した国土回復戦争が清緬戦争（1765年 - 1769年）である。しかし結局この戦いに敗れ、シャン族の国土回復の試みは失敗することになる。タイは1767年のアユタヤ王朝滅亡以来ビルマの属国だったが、1769年にタークシン率いるトンブリー王朝（1768年 - 1782年）が独立し、その後に続くチャクリー王朝（1782年-）は、ビルマと異なった親イギリスの外交政策をとって独立を維持することに成功した。

### イギリス統治時代

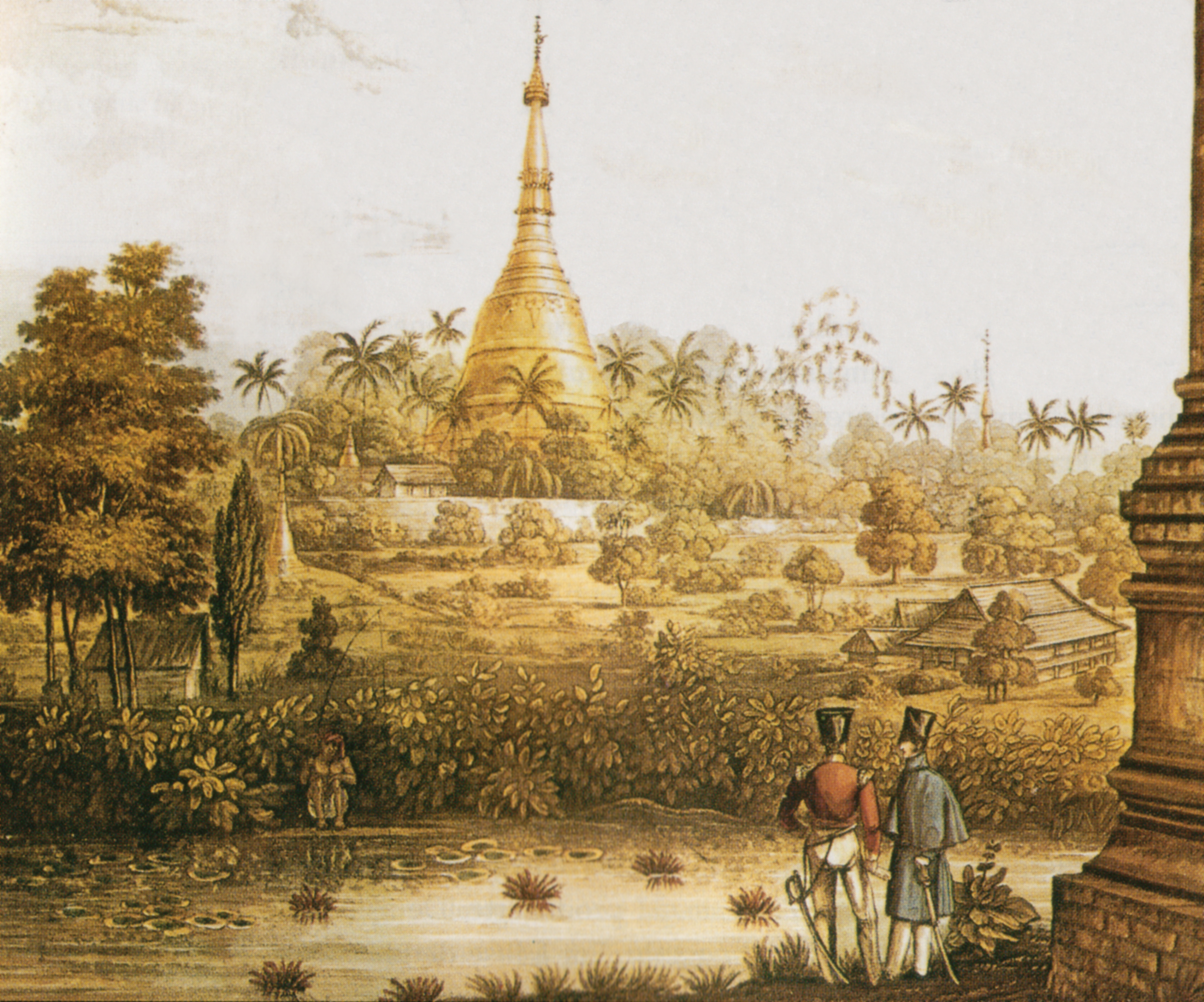
イギリス人が見たシュエダゴン・パゴダ（1825年）

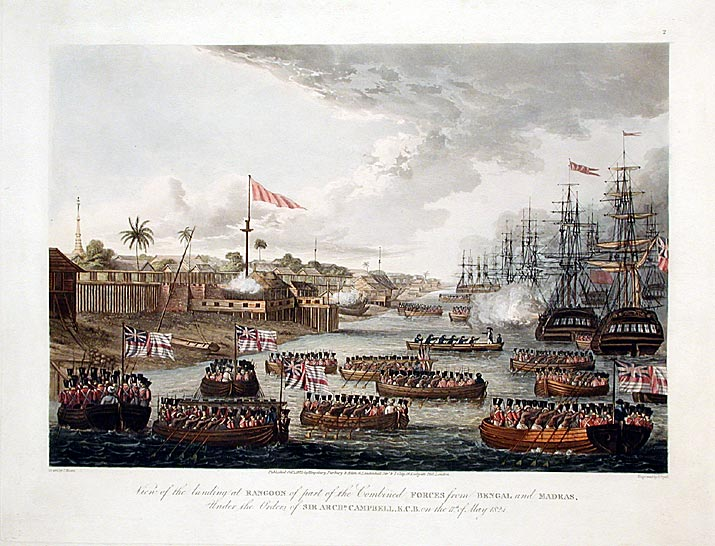
英緬戦争、19世紀に起こったイギリスとビルマ王国の戦争

植民地時代の旗（1937年 - 1948年）

一方、コンバウン朝ビルマは、イギリス領インドに対する武力侵略を発端とする3度に渡る英緬戦争を起こした。国王ザガイン・ミン（在位：1819年–1837年）治下の初期には、英緬間に緩衝国家としてアーホーム王国（1228年–1826年）が存在していたが、ビルマのアッサム侵攻（1817年–1826年）によってビルマに併合され、アッサムの独立が失われると、英緬国境が直接接触するようになっていた。ビルマは、インドを支配するイギリスに対してベンガル地方の割譲を要求し、イギリス側が拒否すると武力に訴えて第一次英緬戦争（1824年-1826年）が勃発した。ビルマが敗れ、1826年2月24日にヤンダボ条約が締結され、アッサム、マニプール、アラカン、テナセリムをイギリスに割譲した。
イギリスの挑発で引き起こされた1852年の第二次英緬戦争で敗れると、ビルマは国土の半分を失い、国王パガン・ミン（在位：1846年–1853年）が廃されて新国王にミンドン・ミン（在位：1853年–1878年）が据えられた。イスラム教徒のインド人・華僑を入れて多民族多宗教国家に変えるとともに、周辺の山岳民族（カレン族など）をキリスト教に改宗させて下ビルマの統治に利用し、民族による分割統治政策を行なった。インド人が金融を、華僑が商売を、山岳民族が軍と警察を握り、ビルマ人は最下層の農奴にされた。この統治時代の身分の上下関係が、ビルマ人から山岳民族（カレン族など）への憎悪として残り、後の民族対立の温床となった。下ビルマを割譲した結果、ビルマは穀倉地帯を喪失したために、清から米を輸入し、ビルマは綿花を雲南経由で清へ輸出することになった。
1856年から1873年にかけて中国の雲南省・シップソーンパンナーでパンゼーと呼ばれる雲南回民（チン・ホー族）によるパンゼーの乱が起こり、雲南貿易が閉ざされた結果、米をイギリスから輸入せざるを得なくなった。1858年から1861年にかけて新首都マンダレーを建設して遷都。イギリス領インドと印僑の反対で雲南問題は遅れていたが、1885年7月にイギリス側も芝罘条約を締結して解決し、雲南・ビルマ間の国境貿易が再び許可された。1885年11月の第三次英緬戦争で王朝は滅亡。1886年6月、英清ビルマ条約でイギリスは清にビルマの宗主権を認めさせると、ビルマはイギリス領インドに併合されて、その1州となる。国王ティーボー・ミン（在位：1878年–1885年）と王の家族はインドのゴア州ボンベイの南に近いラトナーギリーに配流され、その地で死亡した。

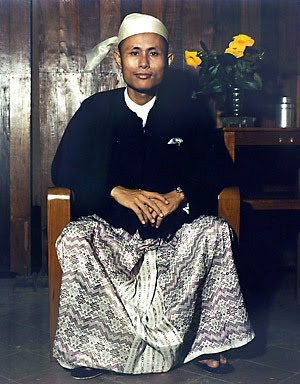
建国の父アウンサン（1940年代）

ビルマ人の対英独立運動は第一次世界大戦中に始まり、1929年の世界恐慌以後若い知識層の間に広まった。1930年には、タキン党が結成された。また、タヤワディ地方では農民が武装蜂起を行い、Saya San rebellionと呼ばれる反植民地運動が下ビルマ全域に広がったが、1931年半ばに鎮圧された。1937年、インドから独立してイギリス連邦内の自治領となり、アラカンは返還されたが、アッサム・マニプルはインド領（インド独立後に分割され、7姉妹州と呼ばれる）となった。1939年、タキン・ソーがビルマ共産党 (CPB)を結成した。
日中戦争の激化に伴い、ビルマは蔣介石政権をイギリスなどが支援する「援蔣ルート」の一つとしても使われた。1941年12月、日本はイギリスやアメリカ合衆国などに対して開戦（太平洋戦争）。日本陸軍は南方作戦の一環として、タイ王国進駐に続いて英領ビルマに進撃した（ビルマの戦い）。
1942年、アウンサンがビルマ独立義勇軍を率い、日本軍と共に戦いイギリス軍を駆逐し、1943年に日本の後押しでバー・モウを元首とするビルマ国が建国された。
しかし1944年の独立一周年記念の席上でアウンサンは「ビルマの独立はまやかしだ」と発言。
1944年のインパール作戦の失敗など日本の敗色が濃厚と見るや、1944年8月に秘密会議で反ファシスト人民自由連盟（AFPFL、1945年-1962年）が結成され、タキン・ソー率いるビルマ共産党、アウンサン率いるビルマ国民軍、ウー・ヌ率いるthe People's Revolutionary Party (PRP)が三派合同した。1945年3月27日、アウンサンが指揮するビルマ国民軍は日本及びその指導下にあるビルマ国政府に対してクーデターを起こし、イギリス側に寝返った。連合国軍がビルマを奪回すると、ビルマ国政府は日本に亡命した。日本軍に勝利したものの、イギリスは独立を許さず、再びイギリス領となった。1946年2月、ビルマ共産党が、内部抗争の末にAFPFLを離脱し、タキン・タントゥンの率いるビルマ共産党(CPB)から、タキン・ソーの率いる赤旗共産党が分裂した。

### 独立と内戦
1947年7月19日にアウンサンがウー・ソーの傭兵によって暗殺された後、AFPFL（パサパラ）をウー・ヌが継いだ。1948年にイギリス連邦を離脱してビルマ連邦として独立。初代首相には、ウー・ヌが就任した。独立直後からカレン人が独立闘争を行うなど、政権は当初から不安定な状態にあった。現ミャンマー連邦共和国政府はその建国をビルマ連邦が成立した1948年としており、ビルマ国との連続性を認めていない一方で、ミャンマー国軍については、1945年3月27日のビルマ国および日本への蜂起をもって建軍とし、この日をミャンマー国軍記念日としている。
1949年、国共内戦に敗れた中国国民党軍の残余部隊(KMT/NRA)がシャン州に侵入し、雲南省反共救国軍としてゲリラ闘争を行った。CIAが物資や軍事顧問団を援助し、タイへのアヘンの運び出しも行った。ヌ政権は国際連合で中華民国と米国の策動に抗議した。一方で政権は中華人民共和国と連携し、シャン州の一部に中国人民解放軍および国軍部隊を展開し、1950年代半ばまでに国民党軍(KMT)勢力を一掃した（中緬国境作戦）。しかし、シャン州は依然として半独立状態が続き、独立意識の高いワ族やシャン族、コーカン族など諸民族を下地として、都市部から排除されたビルマ共産党(CPB)が黄金の三角地帯の麻薬産業を支配下において、事実上の支配を継続した。一方、ロー・シンハン（羅星漢）のKa Kwe Ye (KKY)が、ビルマ共産党(CPB)に対抗させる狙いを持つネ・ウィンの後押しで結成された。また、中国国民党残党から独立したクン・サ率いるモン・タイ軍も独自に麻薬ビジネスを行なった他、ビルマ共産党に対する攻撃も行なった。
ヌ首相の仏教優遇政策は、キリスト教徒の割合が多い、またはキリスト教徒が支配的な立場を占めるカチン、チン、カレンなどの民族の強い反発を招いた。独立を求める民族勢力（麻薬産業を背景にする北部シャン州と、独立志向の強いカレンなど南部諸州と概ね2つに分けられる）、国民党軍、共産党勢力との武力闘争の過程で、国軍が徐々に力を獲得し、ネ・ウィン将軍が政権を掌握する下地となった。

### 社会主義時代

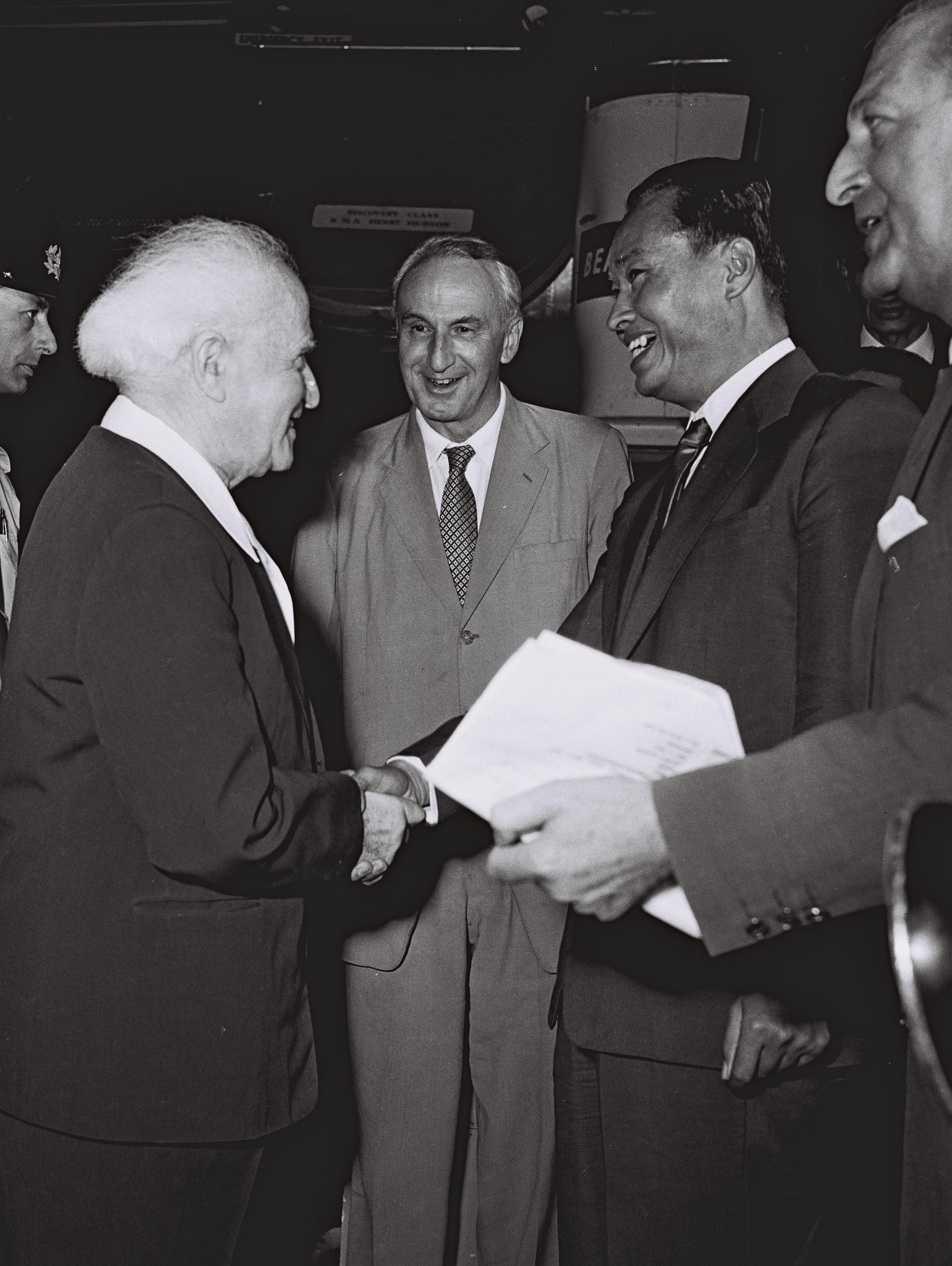
ネ・ウィン将軍（1959年6月8日）

1958年10月27日、ウー・ヌからの打診を受けたネ・ウィン将軍のもとで選挙管理内閣（1958年-1960年）が組閣された。1960年2月、総選挙でウー・ヌが地滑り的な勝利を収め、4月4日に連立内閣を組閣した。1960年12月、ベトナム戦争（1960年-1975年）が勃発。
1962年3月2日にネ・ウィン将軍がクーデターを起こし、ビルマ社会主義計画党（BSPP、マ・サ・ラ）を結成して大統領（1962年3月2日–1981年11月9日）となり、ビルマ式社会主義を掲げた。ネ・ウィンは、中立を標榜しつつ瀬戸際外交を行ない、アメリカとのMAP協定を破棄し、アメリカの国民党軍(KMT)への支援をやめさせ解散させる代りに、ビルマ共産党 (CPB) の麻薬ルートに対する軍事行動を約束し、軍事支援を取り付けた。1966年から始まった中国の文化大革命の影響がビルマに及び、1968年9月24日にビルマ共産党 (CPB) は、タキン・タントゥンら幹部が暗殺され、中国の影響下に入った。
1973年8月、ロー・シンハンが、シャン州軍(SSA)に協力した容疑でタイに拘束された。この時のロー・シンハンとクン・サの闘争を「アヘン大戦争」と呼び、完全に掌握したクン・サは「麻薬王」と呼ばれた。1974年にビルマ連邦社会主義共和国憲法が制定され、ネ・ウィンは大統領二期目に就任（ビルマ連邦社会主義共和国）。1976年に中国の最高権力者である毛沢東が死去すると、支援が減らされたビルマ共産党 (CPB) は、シャン州のアヘンが最大の資金源となった為、コーカン族・ワ族の発言力が増大した。1980年、ロー・シンハンは恩赦で釈放された。1981年にネ・ウィンが大統領職を辞した後も1988年までは軍事独裁体制を維持したが、経済政策の失敗から深刻なインフレを招く等、ミャンマーの経済状況を悪化させた。

### SLORC/SPDC時代
1988年にはネ・ウィン退陣と民主化を求める大衆運動が高揚し、ネ・ウィンは7月にBSPP議長を退く（8888民主化運動）。同年9月18日に政権を離反したソウ・マウン国軍最高司令官率いる軍部が再度クーデターにより政権を掌握し再度ビルマ連邦へ改名した。総選挙の実施を公約したため、全国で数百の政党が結成される。軍部は国民統一党を結党し体制維持を図った。民主化指導者アウンサンスーチーらは国民民主連盟 (NLD) を結党するが、アウンサンスーチーは選挙前の1989年に自宅軟禁された。以降、彼女は長期軟禁と解放の繰り返しを経験することになる。1988年1月、ビルマ共産党 (CPB) 内部で、インド系上層部とワ族・コーカン族の下部組織との間で武力闘争が起こり、上層部が中国へ追放されてビルマ共産党が崩壊し、1989年にワ州連合軍が結成された。この時、キン・ニュンが、利用価値を見いだしたロー・シンハンを派遣して停戦調停を行なった。
1989年6月18日に軍政側はミャンマー連邦へ国名の改名を行った。1990年5月27日に実施された総選挙ではNLDと民族政党が圧勝したが、軍政は選挙結果に基づく議会招集を拒否し、民主化勢力の弾圧を強化する。前後して一部の総選挙当選者は国外に逃れ、亡命政権としてビルマ連邦国民連合政府 (NCGUB) を樹立した。
1992年4月23日にタン・シュエ将軍が国家法秩序回復評議会議長兼首相に就任。軍事政権は1994年以降、新憲法制定に向けた国民会議における審議を断続的に開催していた。同1994年6月から中国が大ココ島を賃借し、中国はレーダー基地と軍港を建設した。こうした中国の海洋戦略は、バングラデシュやスリランカ、モルディブ、パキスタンなどへの進出と合わせてインドを包囲する「真珠の首飾り作戦」と呼ばれている。1997年11月、国家法秩序回復評議会（英: State Law and Order Restoration Council、略称：SLORC）が国家平和発展評議会（英: State Peace and Development Council、略称：SPDC）に名称変更した。2000年9月、アウンサンスーチーが再び自宅軟禁された。2002年12月、ネ・ウィンが死去。
2003年8月、キン・ニュンが首相に就任。キン・ニュンは就任直後に民主化へのロードマップを発表し、保守派と対立。2004年10月、和平推進派のキン・ニュン首相が失脚して自宅軟禁された。

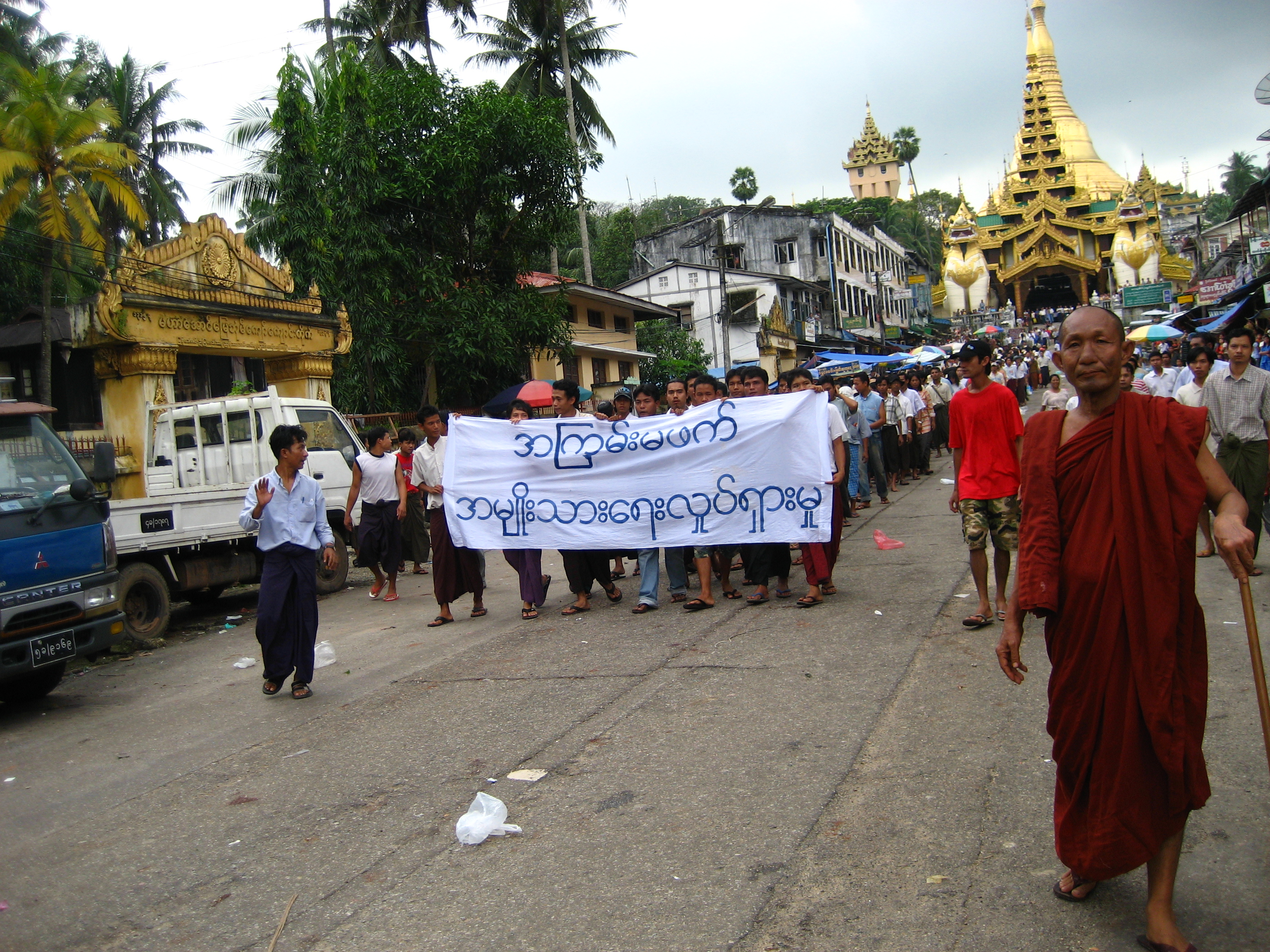
2007年ミャンマー反政府デモ

後任の首相には、保守派のソー・ウィンが就任。同年、中国・ビルマ・パイプラインの協議が中国との間で開始され、翌2005年に中国石油天然気（PetroChina）との間で契約が成立し、中国のミャンマー進出が加速した。この緬中関係では、キン・ニュンの庇護の下でホテル経営を行っていたロー・シンハン（羅星漢）率いるアジア・ワールド社が独占的な契約を結んでいった。2005年11月、政府機関がヤンゴンから中部ピンマナ近郊に建設中の行政首都への移転を開始し、2006年10月に行政首都ネピドーへの遷都を公表。2007年9月27日、APF通信社の長井健司が反政府デモ（サフラン革命）の取材中に射殺された。
2007年10月12日にソー・ウィン首相が死去したことに伴い、軍出身のテイン・セインが2007年10月に首相へ就任すると、軍政主導の政治体制の改革が開始される。2008年5月、新憲法案についての国民投票が実施・可決され民主化が計られるようになる。2008年5月2日、サイクロン・ナルギスがエーヤワディー川デルタ地帯に上陸し、甚大な被害をもたらした。
2010年10月、国旗の新しいデザインを発表。

### 選挙と民主化
2010年11月には新憲法に基づく総選挙が実施される。また、政府はアウンサンスーチーの自宅軟禁が期限切れを迎えると発表し、総選挙の終了直後に自宅軟禁が解除された。2011年3月30日、テイン・セインは総選挙の結果を受けて召集された連邦議会の議決を経て大統領に就任。同月国家平和発展評議会 (SPDC) は解散し、その権限は新政府に移譲された。11月、アウンサンスーチー率いる国民民主連盟 (NLD) は政党として再登録された。
ただしミャンマー国軍は、2011年の民政移管後も連邦議会の4分の1の議席をあらかじめ国軍に割り当てられることや、同国で最も権力のある省庁を支配する権限を憲法で保障されることなどによって裏から政治権力を維持し続けた。
2015年11月8日、民政復帰後では初めてとなる総選挙が実施され、NLDが圧勝した。NLDは党首のアウン・サン・スー・チーの大統領就任を要求したものの、憲法の規定と国軍の反対によってそれはかなわず、次善の策としてスー・チー側近のテイン・チョーを自党の大統領候補に擁立した。ティンチョーは2016年3月10日に連邦議会で大統領候補に指名され、3月15日には正式に大統領に選出、3月30日には連邦議会の上下両院合同会議で新大統領就任式が行われた。ミャンマーで文民大統領が誕生するのは54年ぶりで、半世紀余に及んだ軍人(及び軍出身者)による統治が終結した。さらに、NLD党首のアウン・サン・スー・チーが国家顧問、外務大臣、大統領府大臣を兼任して政権の実権を握ったことにより、新政権は「事実上のスー・チー政権」と評されている。

### 宗教上の対立

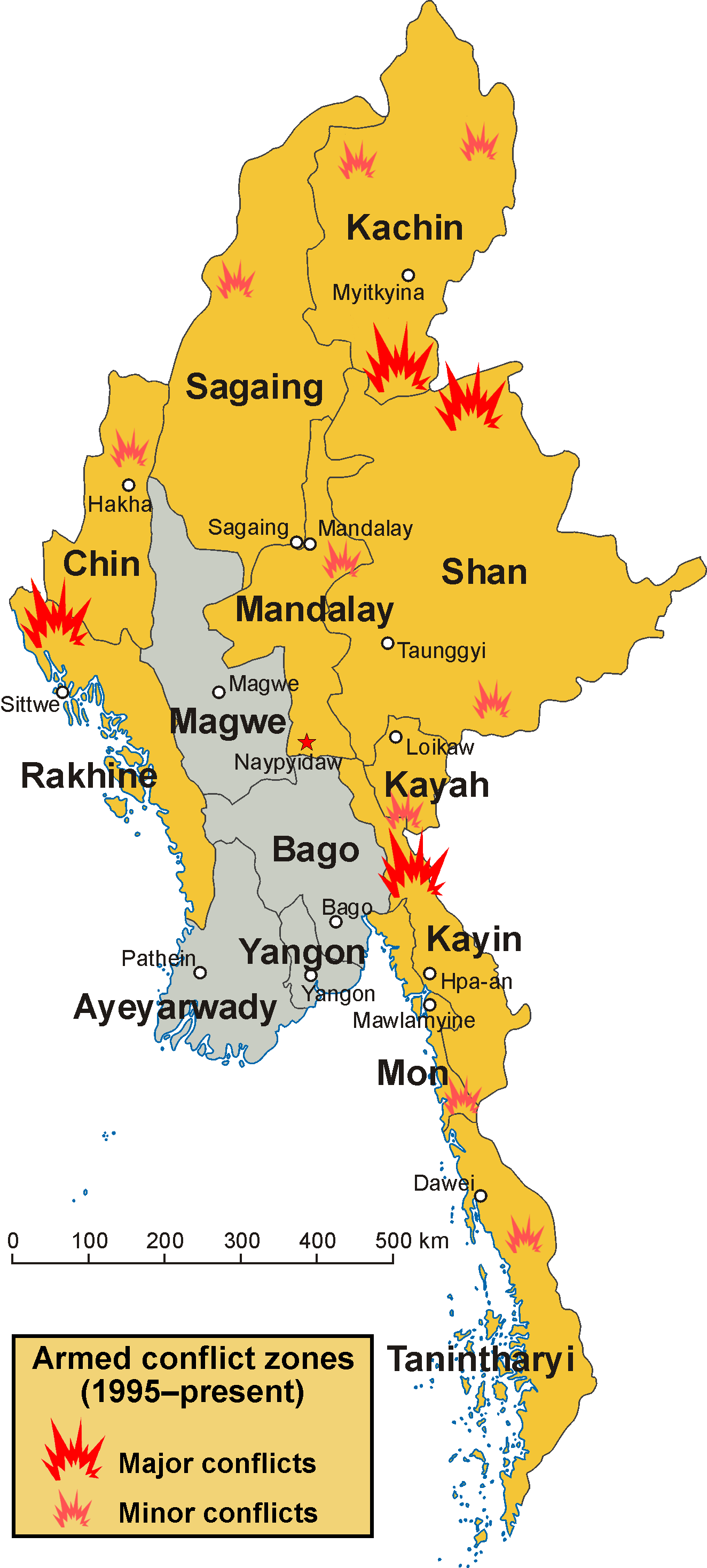
ミャンマーの紛争地域（1995年 - 現在）

ミャンマーのムスリム（イスラム教徒）の起源は一様ではなく、古くは1000年ほど前に遡るところからのインド（現在のバングラデシュを含む）人漂流民、あるいは16世紀以降の諸王朝における戦争捕虜、新しいところでは19世紀から20世紀前半のイギリス植民地時代にインドから流入した労働者など、その事由は様々である。
宗教上の比率としては4%程度と低いものの、独自のコミュニティ形成などにより、実際の存在感はこの数字以上、というのがミャンマーにおける一般的な見方である。また地域的には、とりわけラカイン州における比率が高く、同州内にはムスリムが多数派という町もある。
長らく続いた軍事政権下では、宗教上の対立は表面化してこなかったが、2012年6月8日にはラカイン州でムスリムのロヒンギャと仏教徒との対立が激化（ラカイン州暴動）。2013年3月20日にはメイッティーラでも死者が多数出る暴動や放火が発生、政府により非常事態宣言が出されている。

### ロヒンギャ問題
2016年のミャンマー国軍によるイスラム教徒の虐殺、民族浄化が続いており、国連難民高等弁務官事務所（UNHCR）により非難されている。2016年以降、軍部によるロヒンギャ虐殺の被害者数が6千人以上の月もあったことが報道されている。
2017年8月25日には、反政府武装組織アラカン・ロヒンギャ救世軍がラカイン州内の治安組織を襲撃。軍の大規模な反撃を契機に、数十万人規模の難民がバングラデシュ側へ流出した。同年9月、アウンサンスーチー国家顧問は、国連総会への出席を取りやめ国内の混乱収拾にあたることとなった

### 軍部クーデターで再び軍事政権に
2020年11月に総選挙が実施され、スー・チー率いるNLDが改選476議席の8割を超す396議席を獲得し、ミャンマー国軍系の最大野党連邦団結発展党（USDP）は33議席の獲得に留まった。ミャンマー国軍によるムスリム系少数派ロヒンギャの虐殺疑惑に直面する中でもスー・チー率いるNLDが高い人気を維持した形となった。しかし軍部はこの選挙結果を不服とし、裏付ける証拠はほとんどないにも関わらず「不正選挙が行われた」と主張した。
総選挙後の初の議会が開かれるはずだった2021年2月1日、軍部は軍事クーデターを起こし、ウィンミン大統領やスー・チー国家顧問を拘束。ミン・アウン・フライン国軍総司令官が全権を掌握したと宣言した。翌2日には軍事政権として国家行政評議会が設置されたが、その閣僚にはUSDPの主導で旧軍政下の2011年に発足したテイン・セイン政権での元閣僚の登用が目立つ。
国内ではクーデター直後から民主化を求めるデモ活動（2021年ミャンマークーデター抗議デモ）が行われている他、クーデターの正当性を認めない連邦議会議員が連邦議会代表委員会（CRPH）を通じて事実上の臨時政府を設置しようと試みた。これに対し、軍事政権は力によってクーデターに反対する活動を弾圧しようとしており、治安部隊の発砲によって非武装の民間人に死者が多数出ている。だが、反クーデター勢力は4月16日に国民統一政府（NUG）、次いで5月5日に国民防衛隊（PDF）を設立して軍事政権に対抗する姿勢を崩しておらず、ミャンマー内戦の激化が懸念されている。
クーデターを受け、国外ではアメリカ合衆国、ヨーロッパ諸国、日本、インド、国際連合、欧州連合（EU）が軍部に対しスー・チーらの解放と民政復帰を求める声明を発表した。その後、軍部の弾圧により抗議デモへ参加した市民が大勢死傷したことを受け、アメリカとEUはミャンマー軍関係者に対する制裁を開始。これに対し軍政の報道官は記者会見で、今後ミャンマーは中国等の近隣5か国と関係を強化し、価値観を共有することで欧米には屈しないとする決意を表明した。

## 政治

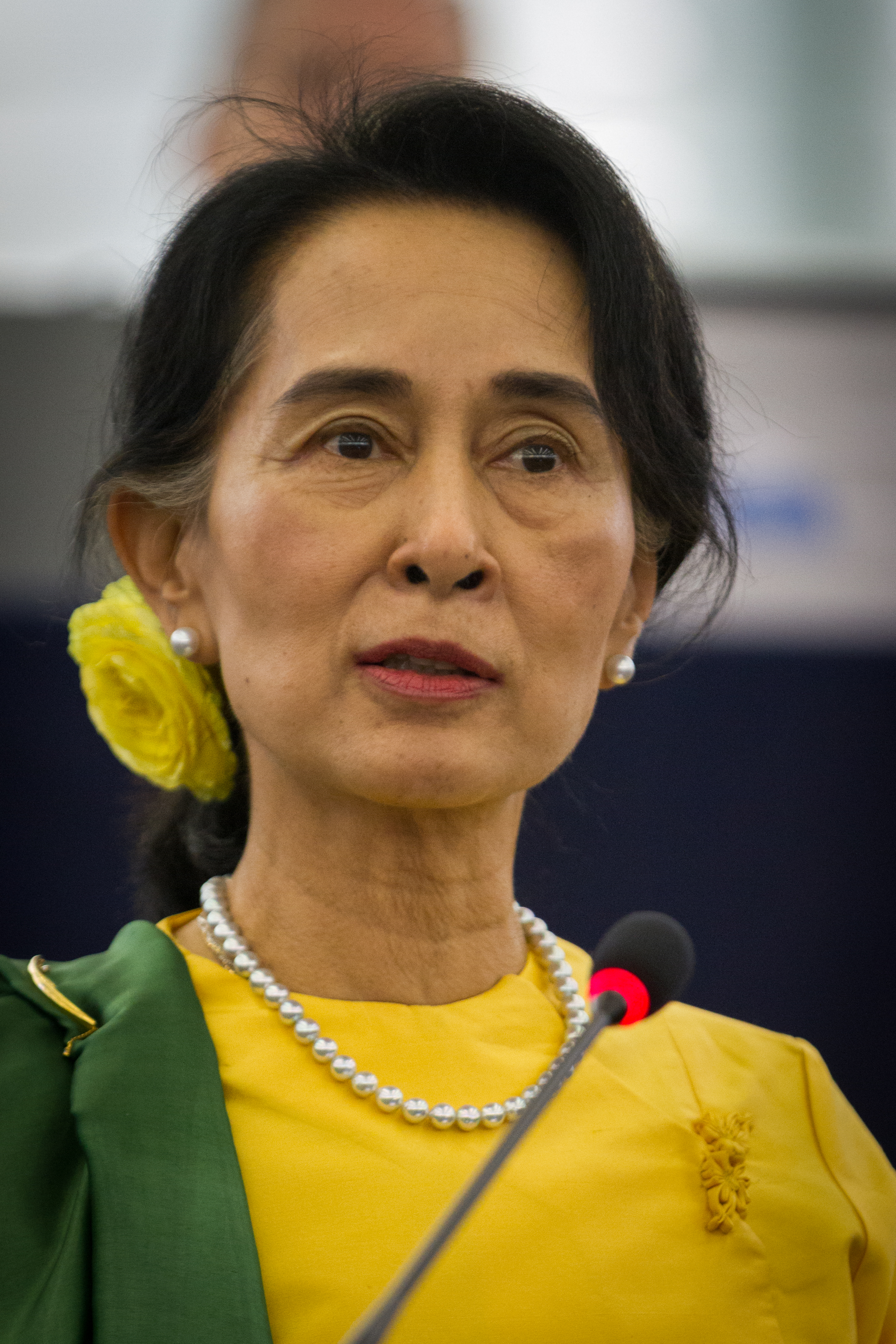
国家顧問であったアウンサンスーチー

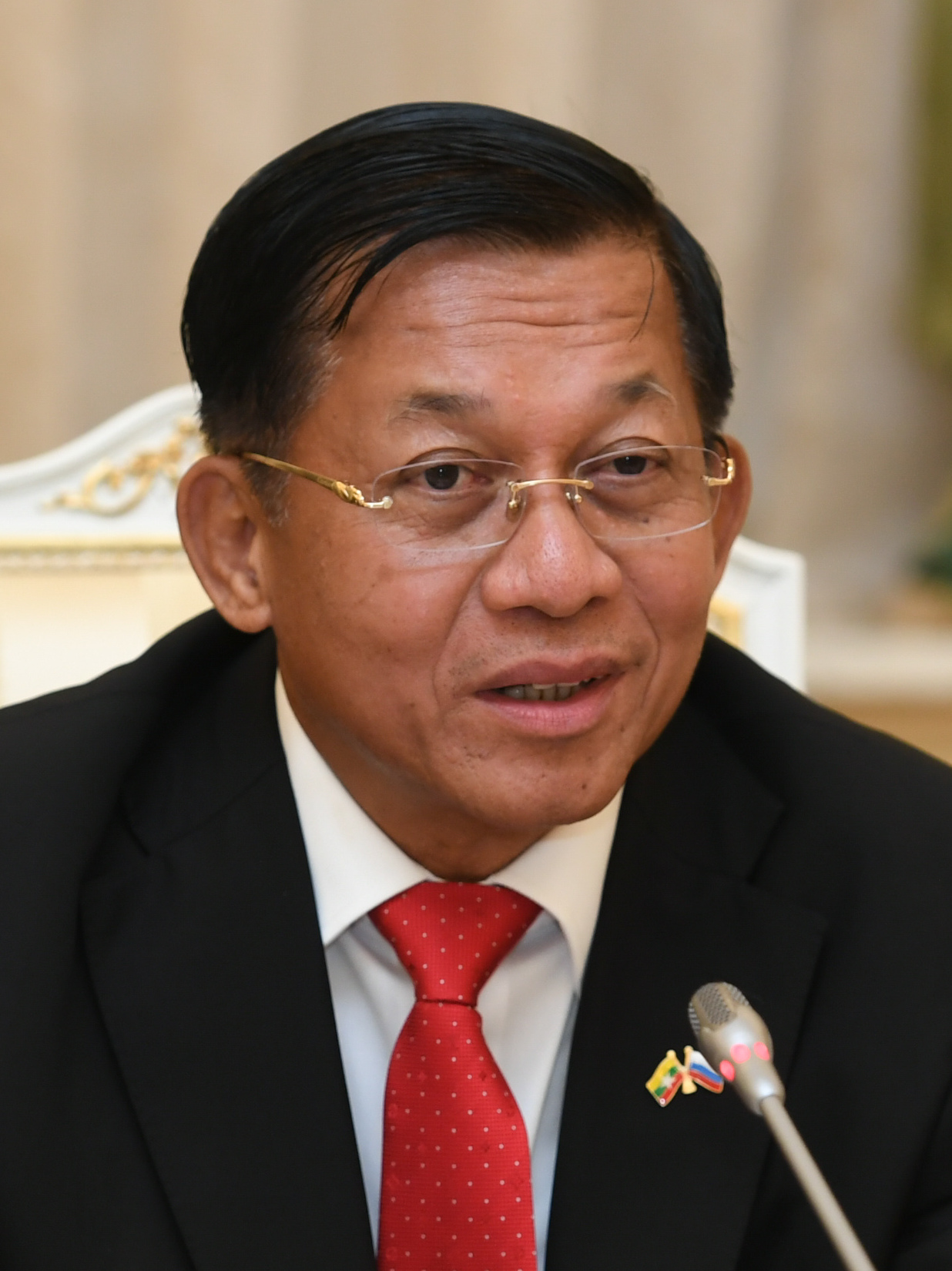
国家行政評議会議長兼大統領代行であるミン・アウン・フライン

ミャンマーは大統領を元首とする共和制国家であったが、2021年ミャンマークーデターにより、国家行政評議会議長を事実上の国家指導者とする軍事政権となっている。
ネ・ウィン将軍が、1962年に軍事クーデターを起こし、憲法と議会を廃止して実権を握って以来、他の政党の活動を禁止する一党支配体制が続いていた。
軍政以前の議会は、一院制の国民議会（英語でPeople's Assembly、ビルマ語でPyithu Hluttaw、人民議会とも訳す）。485議席。議員は、民選で任期4年。前回選挙は、1990年5月27日に投票が行われ、アウンサンスーチー率いる国民民主連盟 (NLD) 392(81%)、シャン諸民族民主連盟 (SNLD) 23を獲得、国民統一党 (NUP) 10、その他諸政党が60の議席を獲得した。しかし、軍事政権はこの選挙結果を認めず、政権の移譲を拒絶し続けた。その為、NLDなどの反軍事政権勢力は、1990年にビルマ連邦国民連合政府 (NCGUB) を組織し、軍事政権への対抗勢力として活動していた。1993年には新憲法制定のための国民会議が招集されたが、NLDはボイコットした。
1988年に民主化運動が高揚した際に、軍事クーデターを決行して1000人以上の国民を虐殺し弾圧を加え、翌1989年にはアウンサンスーチーを軟禁、さらに翌年の1990年にはアメリカ合衆国に上述のビルマ連邦国民連合政府が設立されている。そのトップはアウンサンスーチーの従兄弟のセイン・ウィン（Sein Win）であった。その後、軍事政権は1994年から2007年にかけて、新憲法制定に向けての基本原則や内容を審議する国民会議を断続的に開催してきた。
2007年9月仏教僧を中心とした数万人の規模の反政府デモが行われ、それに対し軍事政権は武力による弾圧を行い、日本人ジャーナリスト・長井健司を含める多数の死傷者を出した。2007年10月24日、民主化勢力に対し強硬な対応をとってきた国家平和発展評議会 (SPDC) 議長および国家元首であったタン・シュエと長らく行動を共にしてきたテイン・セインが新首相に就任。前首相ソー・ウィンまで続いていた軍主導の政治体制の改革が、テイン・セインの下で開始される。2008年5月10日及び同月24日に、新憲法案についての国民投票が実施・可決され、民主化が一歩一歩と計られるようになる。当時国家元首であったタン・シュエは表向き「私は一般市民になる、民主政権なのだから」と発言している。
2010年2月13日、政府は最大野党・国民民主連盟 (NLD) の2003年5月から拘束されていたティン・ウ副議長の自宅軟禁を解除した。同年2月15日、国連人権理事会のトマス・オヘア・キンタナ（Tomas Ojea Quintana）特別報告者がミャンマーを訪れ、自宅軟禁中のアウンサンスーチーとの2009年2月以来3度目となる面会を求めた。4月26日、テイン・セイン首相は軍籍を離脱し、29日に連邦団結発展党を結成。10月21日、国旗を新しいデザインに変更すると発表。11月7日には2008年の新憲法に基づく総選挙が実施され、連邦団結発展党が8割の得票を得て勝利宣言を行った。11月に政府はアウンサンスーチーの軟禁期限を迎えると発表し、13日に軟禁状態が解除された。拘束・軟禁は1989年から3回・計15回に及んだ。
2011年1月31日、ネピドーで総選挙後初の連邦議会が開幕。3月30日、テイン・セインはミャンマー大統領に就任。軍事政権発足以来ミャンマーの最高決定機関であった国家平和発展評議会 (SPDC) は解散し、権限が新政府に移譲された。これにより軍政に終止符が打たれた形となったが、新政府は軍関係者が多数を占めており、実質的な軍政支配が続くともみられた。軟禁状態を解かれたアウンサンスーチーは、政治活動の再開をめぐり政府との軋轢もあったが、7月になり両者の対話が実現、国家の発展のため協力し合うことで合意。10月12日には政治犯を含む受刑者6359人が恩赦によって釈放された。11月4日、テイン・セイン大統領は、政党登録法の一部改正（服役囚に党員資格を与えないとした条項の削除）を承認。また2008年憲法の「順守」を「尊重する」に緩和した。11月25日、国民民主連盟 (NLD) は全国代表者会議を開き、長年認められなかった政党（野党）としての再登録を完了した。年内にも行われる国会補選に参加することを決めた。
その後、2016年3月30日に国民民主連盟が選出したティンチョーが54年ぶりの文民大統領に就任した。
2021年2月1日、軍事クーデターが発生しミャンマー国軍総司令官が全権を掌握した。

### 元首・行政
国家元首は、2011年3月より大統領となっている。同月、テイン・セインが連邦議会で軍籍ではない初の大統領に選出された。さらに、2016年3月にはNLDのティンチョーが大統領に就任した。
- それ以前の国家元首は国家平和発展評議会 (SPDC) 議長だった。国家平和発展評議会は、1988年9月18日のクーデターにより国家権力を掌握した軍事政権が創設した国家法秩序回復評議会 (SLORC) を、1997年11月15日に改名した組織である。立法権と行政権を行使。首相は評議会メンバーの1人であったが行政府の長ではなかった。同評議会は2011年3月に解散した。

ただし、NLDがティンチョーを大統領に擁立したのは、軍事政権下で制定された憲法の規定ではNLD党首のアウンサンスーチーが大統領就任資格を奪われている（アウンサンスーチーはイギリス国籍の息子を持つのであるが、憲法では外国籍の配偶者や子を持つ者は大統領になることはできない）ため、アウンサンスーチーの「代理」としての意味合いであった。アウンサンスーチー自身も、新大統領は何らの権限を持たない傀儡であって全てを決定するのは自分であると明言していた。新政権ではアウンサンスーチーは外務大臣兼大統領府大臣、さらには新設の「国家顧問」に就き、政権の実権を掌握する体制を整えた。国家顧問は大統領に政治上の「助言」を与えることができるとされているが、アウンサンスーチーの「助言」は、事実上は大統領への「指示」となると予想されている。
2021年2月1日、ミャンマー軍は大統領と国家顧問を拘束し全権を掌握したと発表した。これにより国軍最高司令官が事実上の国家の指導者となった。
2021年2月2日、ミャンマー国軍は、軍幹部ら16人による国家行政評議会を設置したと発表した。この機関は閣僚の人事権も握っており、軍事政権における行政の最高機関になっているとみられている。

### 立法

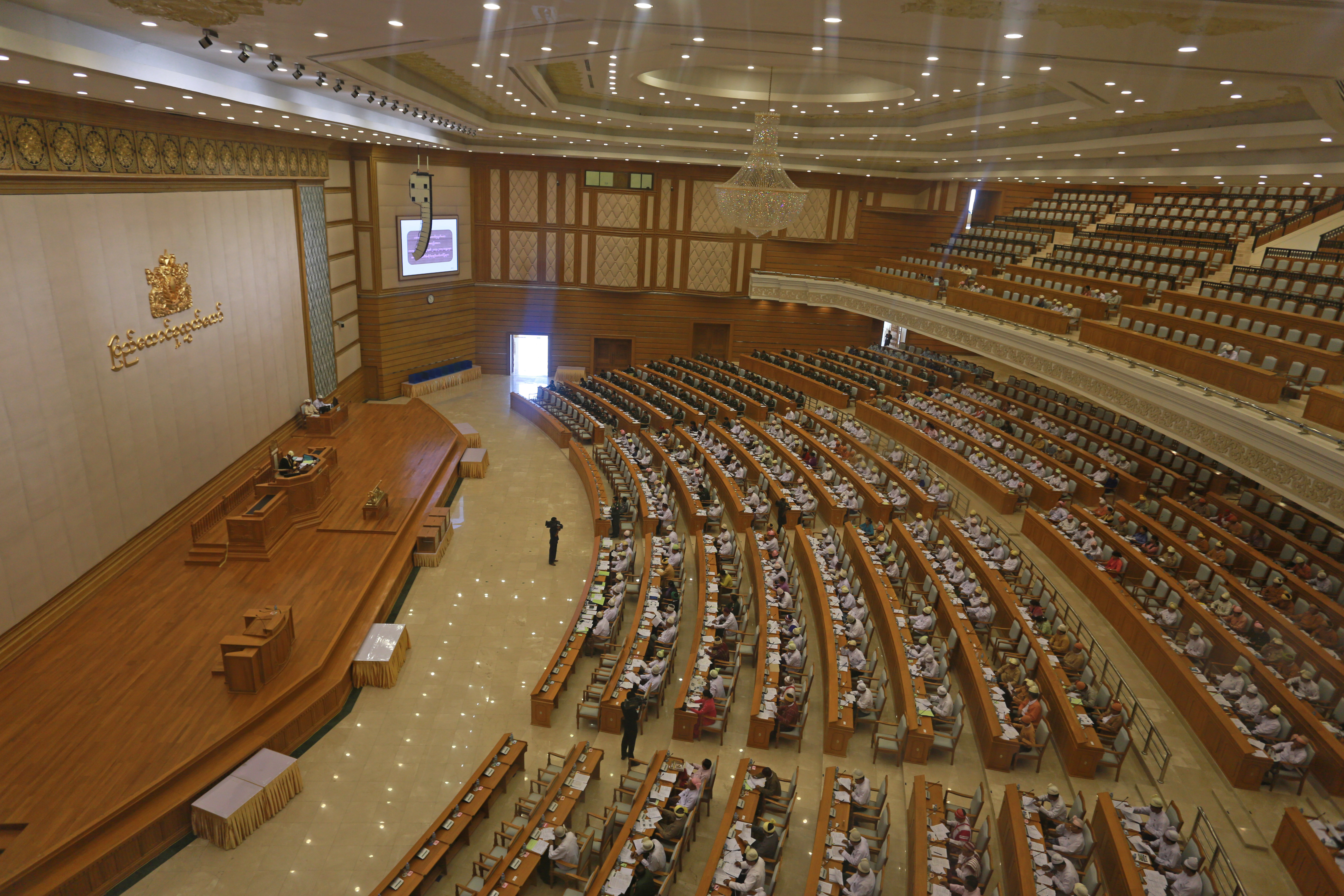
連邦議会

2008年に制定された新憲法により、二院制の連邦議会（Pyidaungsu Hluttaw）が創設された。連邦議会は上院（民族代表院、Amyotha Hluttaw）と下院（国民代表院、Pyithu Hluttaw）の2つで構成されている。議員は両院とも任期5年。議席数は上院が224議席、下院が440議席。各議院の議席のうち、4分の1は国軍司令官による指名枠となっており、残りの4分の3は国民による直接選挙で選出される。
2010年11月7日、新憲法に基づいて連邦議会の総選挙が実施された。軍事政権の翼賛政党連邦団結発展党 (USDP) は上下両院と地方議会合わせて1000人以上を擁立した。アウンサンスーチー率いる国民民主連盟 (NLD) の分派である国民民主勢力 (NDF) は、140人にとどまった。NLDは選挙関連法が不公平だとして選挙のボイコットを決め、解党された。総選挙の結果、USDPが全議席の約8割を獲得し、NDFの議席は少数にとどまった。
2011年1月31日、総選挙後初の連邦議会が開幕し、複数政党制による議会としては49年ぶりの開催となった。
2012年4月1日にはミャンマー連邦議会補欠選挙が実施された。NLDはアウンサンスーチーを含む44人の候補者を擁立し、同氏含む40人が当選するという大勝を飾った。
2015年11月8日に行われた総選挙でNLDが単独過半数の議席を獲得した。

## 国際関係

### 一般

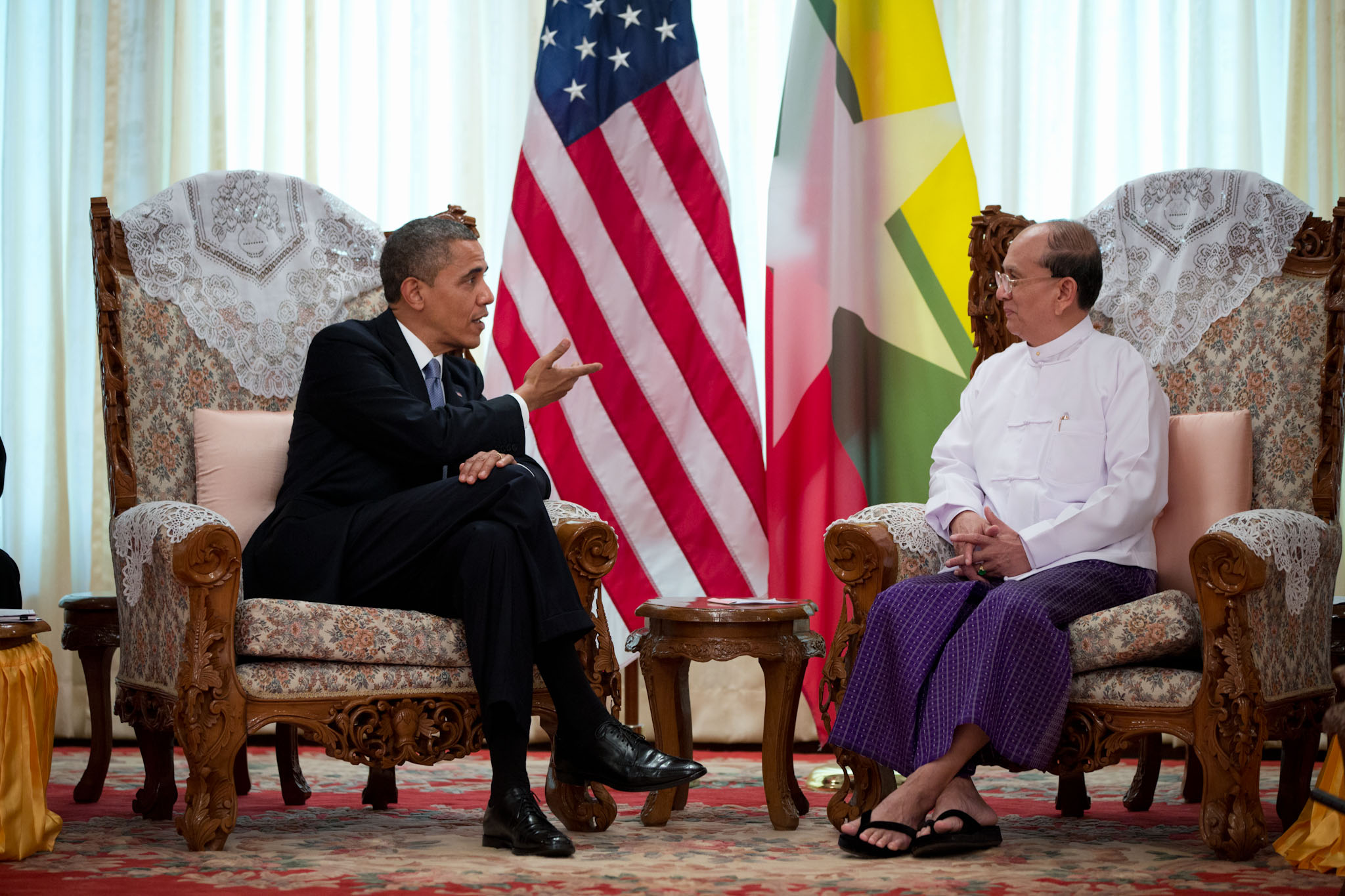
ヤンゴンで会談するアメリカのオバマ大統領とテイン・セイン大統領（2012年）

独立後のミャンマーは「非同盟・中立」を外交方針して掲げたが、実際は独力で生き延びる術はなく、むしろ独力直後の反乱を鎮圧した後は積極中立外交を展開し、中国、インド、ASEAN諸国、日本、東欧諸国と広範な外交関係を築いた。ネ・ウィン時代の一時期は孤立主義に陥っていたものの、1970年代後半の経済危機を契機に再び開国。1990年代～2000年代のSLORC/SPDC時代は欧米諸国から経済制裁を受けていたものの、それ以外の国々との国交は維持した。2011年～2020年の民政移管時代は欧米諸国の経済制裁も解除され、国際社会への復帰を果たしたが、2021年クーデター後は、再び制裁が発動され、中国、ロシア、ASEAN諸国との関係を深めている。

### 対欧米関係
アメリカ政府はミャンマーの軍事政権に対して制裁を課してきたが、同国が民政移管を開始した2011年から段階的に制裁を解除してきた。しかし、2021年の軍部クーデターで再び軍事政権になり、市民の抗議デモの弾圧を開始したことを受けて制裁を再開した。ヨーロッパ諸国もアメリカに同調して制裁を再開。ミャンマーと欧米は再び対立関係に入った。
2025年6月9日、アメリカ合衆国は安全上の理由から、ミャンマー国民の入国を事実上禁止した。

### 対中関係
経済的に強く結びついており一帯一路構想に参加している。また欧米とは違い中国は国内の人権問題に口を出さないため接近している。
特にミャンマー国軍は軍政時代から中国と親密な関係にあり、2021年2月1日のミャンマー軍によるクーデターの際にも国際社会がミャンマー軍を強く批判する中で中国はミャンマー軍を批判する声明を出さなかった。
2021年3月23日、クーデター後に設置された最高意思決定機関の国家行政評議会の報道官は、今後ミャンマーは中国など近隣5ヶ国と関係を強化し、価値観を共有することで欧米には屈しないとする決意を表明した。
4月1日、中国外相の王毅は欧米のミャンマー制裁について「出しゃばって勝手に圧力を加えるべきではない」と批判し、欧米はミャンマーへの「内政干渉」をやめるべきだと主張した。

### 対日関係
1904年に日英同盟が結ばれたのを機に、日本は当時イギリスの植民地だったミャンマーに進出。南機関によって結成されたビルマ独立義勇軍（BIA）と共同で、イギリスをミャンマーから放逐し、ビルマ国を樹立した。ミャンマー独立後、日本はミャンマーにODAを注ぎこみ、トップドナーとして緊密な関係を築いた。SLORC/SPDC時代は、日本も欧米諸国の経済制裁に同調してODAを大幅削減して、やや関係が希薄になったが、2011年の民政移管後は、再び対ミャンマーODA・民間投資が盛んになった。しかし2021年のクーデター後は、再び日本の対ミャンマー投資は縮小している。

## 軍事

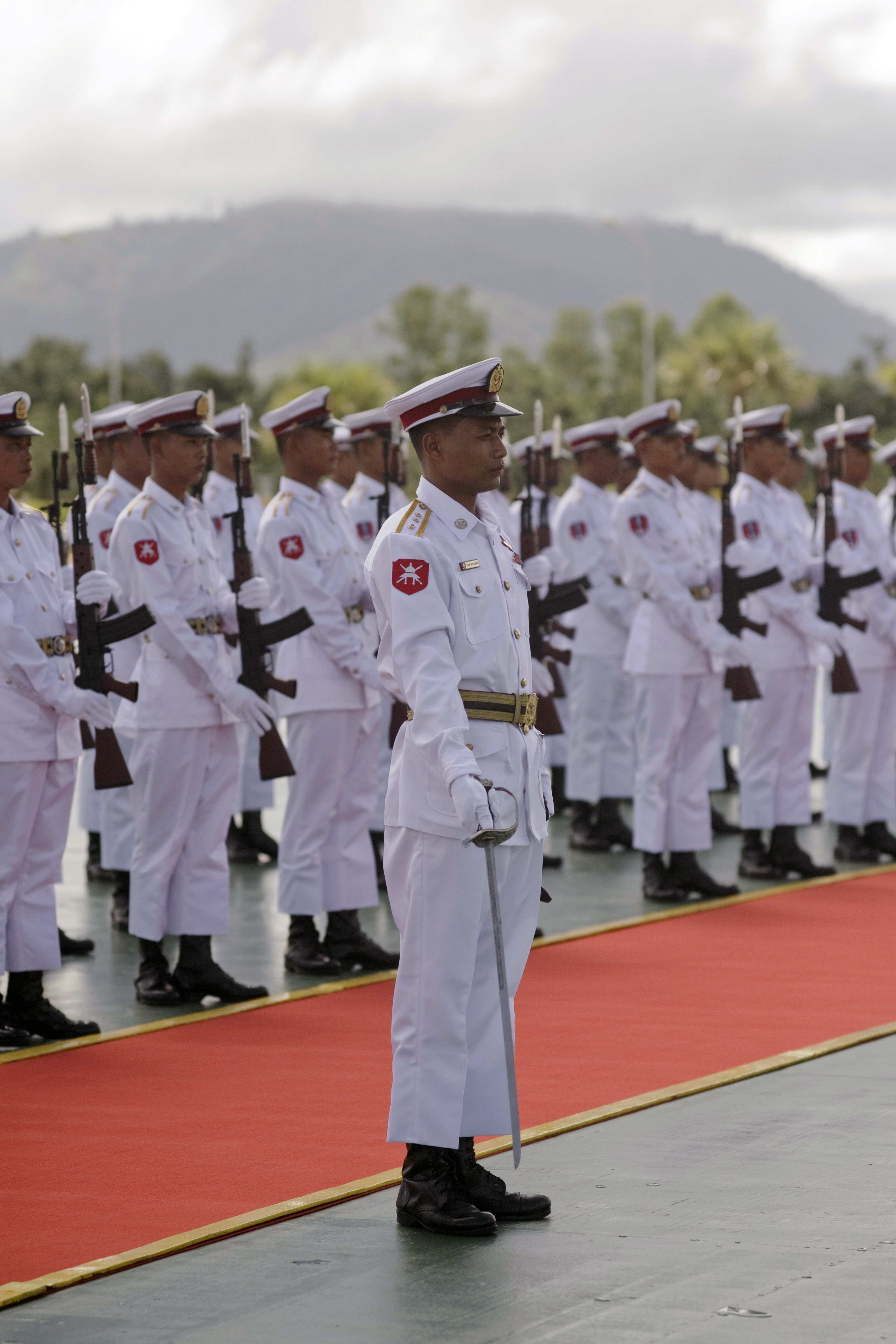
式典でのミャンマー陸軍（2010年）

### ミャンマー軍
ミャンマー軍（以下、国軍）は1942年に創設されたビルマ独立義勇軍（BIA）をその起源とし、国軍総司令部、陸軍司令部、三軍情報司令部、空軍司令部と海軍司令部などからなる。現有兵力は約41万人で、陸軍37万5千人、海軍1万6千人、空軍1万5千人からなる。この他に警察部隊7万2千人と民兵3万5千人が存在する。陸軍は13の軍管区を中心に編制されている。海軍基地、空軍基地が各6個ある。長年、志願兵制であったが、2024年に徴兵制が敷かれた。
国軍士官学校（DSA）や国防大学（NDC）の初期に使われたマニュアルはイギリスのもの、教官は日本軍の下で訓練を受けた者が多かったので、国軍は「日本的心を持った英国的組織」とも言われる。
国軍のヘルメットは迷彩柄で、形はアメリカ軍がかつて採用していたPASGTヘルメットであり、ヘルメットの中央部に白い五角星があしらわれている。

### 少数民族の武装組織
2009年現在も、カチン独立機構 (KIO) の軍事部門であるカチン独立軍 (KIA)、旧ビルマ共産党の流れを汲むワ州連合軍 (UWSA)、カレン民族同盟の軍事部門であるカレン民族解放軍、シャン州軍 (SSA)、コーカン族の武装組織であるミャンマー民族民主同盟軍 (MNDAA) などがあり、なかにはカレン民族解放軍の分派民主カレン仏教徒軍 (DKBA) のように親政府の武装組織まで存在する（その後、反政府に転向。同項参照）。
1990年代初頭にビルマ共産党が内紛で崩壊した事により、キン・ニュンが同党の後身組織であるワ州連合軍との停戦を成立させたのを皮切りに、カレン民族解放軍や（都市部での学生運動を端緒としており他の武装組織と異なるが、弾圧により地下組織化した）全ビルマ学生連盟 (ABFSU) などを除いてほとんどの組織は政府軍との停戦に応じている。ただし、この停戦は投降には程遠く、いずれの組織も武装解除にはほとんど応じず独自の解放区を維持し続けている。政府側は解放区における武装組織の既得権益を追認し、その一方で解放区内に政府軍や警察部隊を進駐させるなど「飴とムチ」の構えをとっている。特にUWSAやSSA、MNDAAは麻薬製造を続けている一方で、国内ではホテルや銀行などの合法ビジネスも行なっており、現在でも中国などから入手した高度な装備を保有している。UWSAなどシャン州の武装組織は中国・ミャンマー国境の軍事的に重要な地域に支配地域が存在しており、経済封鎖で中国偏重になっているミャンマー経済の生命線を握っているともいわれる。
これらの武装組織は現在も停戦を続行しているものの、軍事政権内で和平推進派であったキン・ニュン派の失脚や停戦条件である自治拡大が実行されていない事などから反発を強めているともされている。とくに最近では和平推進派が軍事政権内で減退した事から強硬派が強まっているとされ、2009年には麻薬捜査を発端としてMNDAAとミャンマー政府軍が交戦状態に発展した。このほかの各民族の私兵にも自主的に解散もしくは国軍指揮下の国境警備隊へ編入するかを要求したが、殆どの少数民族武装組織から拒否されて頓挫した。2013年1月現在、国軍とカチン独立軍は交戦状態にあり、カチン州では難民が発生している。
かつて麻薬王として知られたクン・サ率いるモン・タイ軍は自主的に解体されたものの、同軍の将兵はUWSAなどに流れていった。旧ビルマ共産党は同項目に書かれている経緯から分裂して消滅しており、中国国民党の残党も高齢化や国際支援の消滅、クン・サなどの分派の登場などから既に過去の存在となっている。

### 核兵器開発疑惑
2010年6月4日、中東の衛星テレビ局アル・ジャジーラがミャンマー軍政が核兵器開発に着手した証拠があると報道した。また、オーストラリアの新聞『シドニー・モーニング・ヘラルド』によると、ミャンマーは北朝鮮の協力を得て、2014年までに原子爆弾を保有することを目指しているという。2010年12月9日には英紙「ガーディアン」が、軍政がミャンマー丘陵地帯で秘密地下核施設の建設をしているとの目撃情報がアメリカに伝えられ、また、北朝鮮技術者を見たという目撃情報も寄せられていたことが内部告発サイト「ウィキリークス」に掲載された米外交公電により明らかになったと報道した。

## 地理

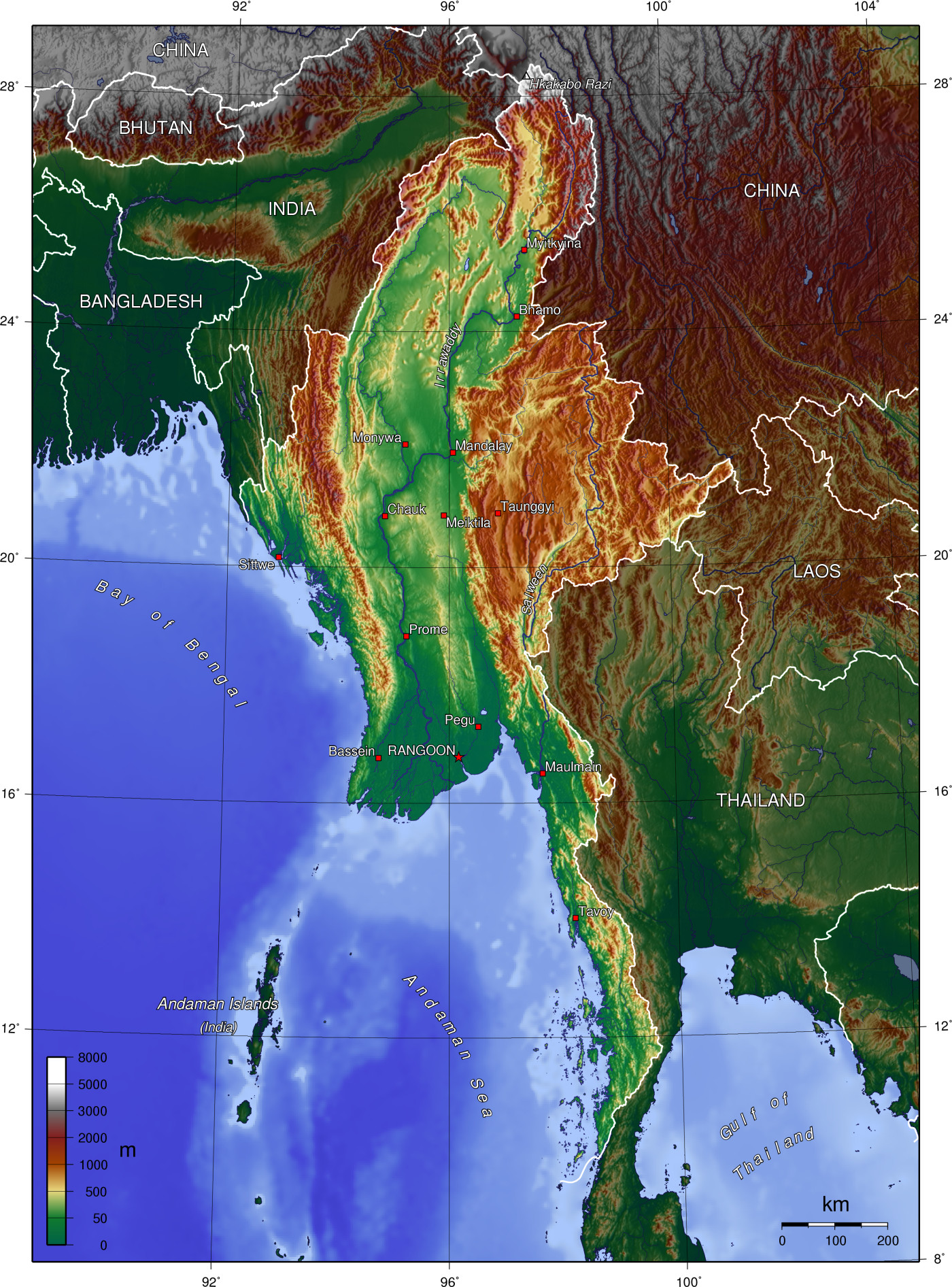
ミャンマーの地形

ミャンマーは北緯10度から28度の間に位置し、南北に伸びる長い国土が特徴である。陸では中国、タイ、ラオス、インド、バングラデシュと国境を接し、境界線の総延長距離は約4,600kmに達する。最高地点は北部国境のカカボラジ山 (海抜5881m）。マレー半島の北西部をタイと分かつ形で約400km南方に国土が延びる。
海側はアンダマン海とベンガル湾に面し、海岸線の全長は約2,000kmである。両海の境となるアンダマン諸島とニコバル諸島はどちらもインド領である。

### 気候
国土の大半が熱帯または亜熱帯に属するが、気温や降水量は地域による差異が大きい。ベンガル湾やアンダマン海の沿海部は年間降水量が5000mmを越える有数の多雨地域で、ケッペンの気候分類によれば典型的な熱帯モンスーン気候 (Am) を示す。マンダレーやバガンが位置する内陸部は熱帯サバナ気候 (Aw) で、年間降水量が1000mmを下回る地域がある。またシャン州、カチン州やチン州といった山岳地帯は、温暖冬期少雨気候 (Cfw) に分類される。最寒月の平均気温が18度を下回る地域があり一部では降雪も見られる。

ケッペン気候分類

### 水理
ミャンマーは国全体に多くの河川が行き渡っている。国土の中央をエーヤワディー川が縦断しており、河口付近は広大なデルタ地帯を形成している。主要な河川としては、他にサルウィン川やチンドウィン川等がある。
古くから水上輸送に利用されてきたため、都市の発展と関係が深い。雨季を中心に高潮・洪水の被害が発生することが多い。

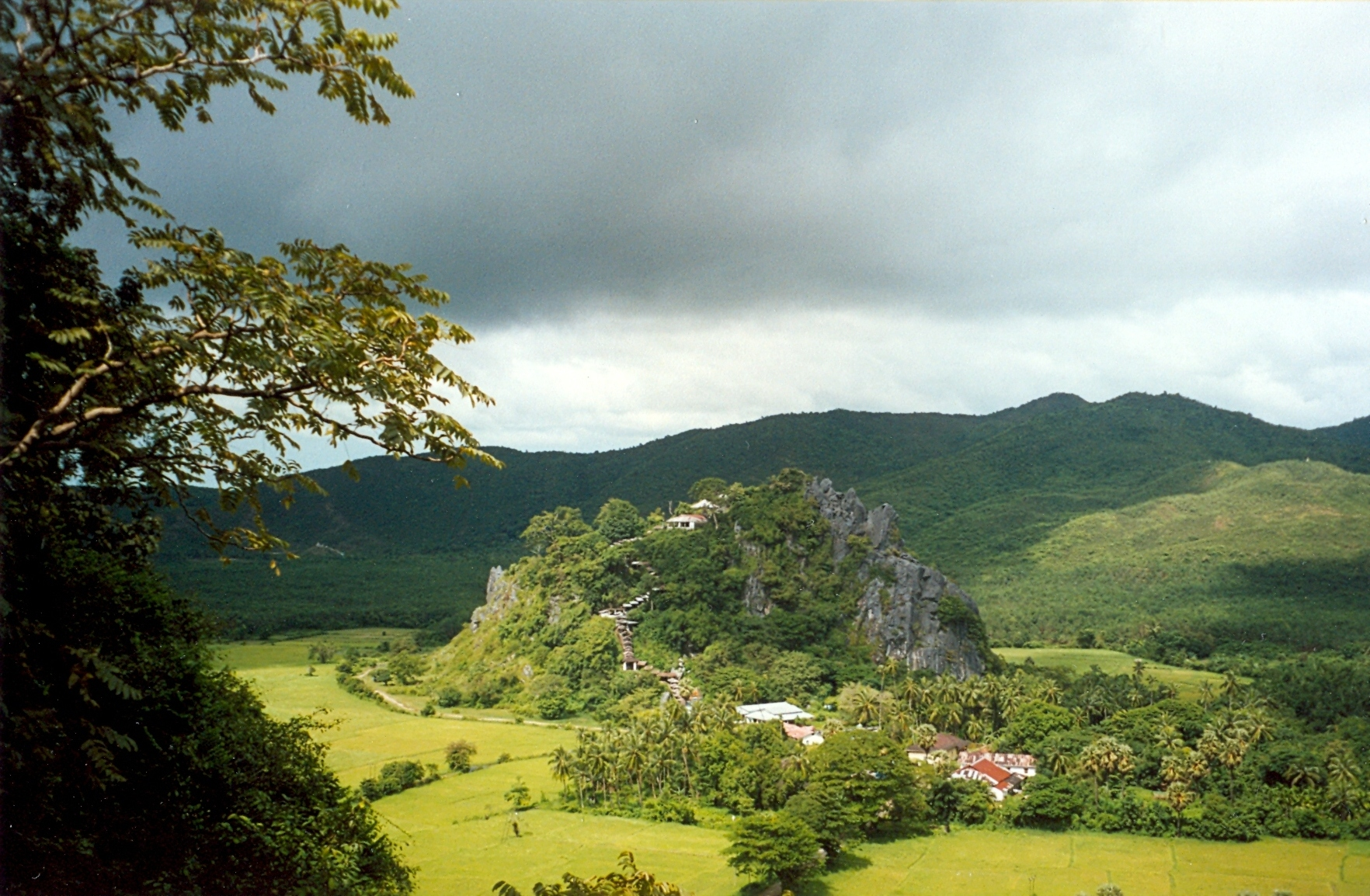
石灰岩、モン州
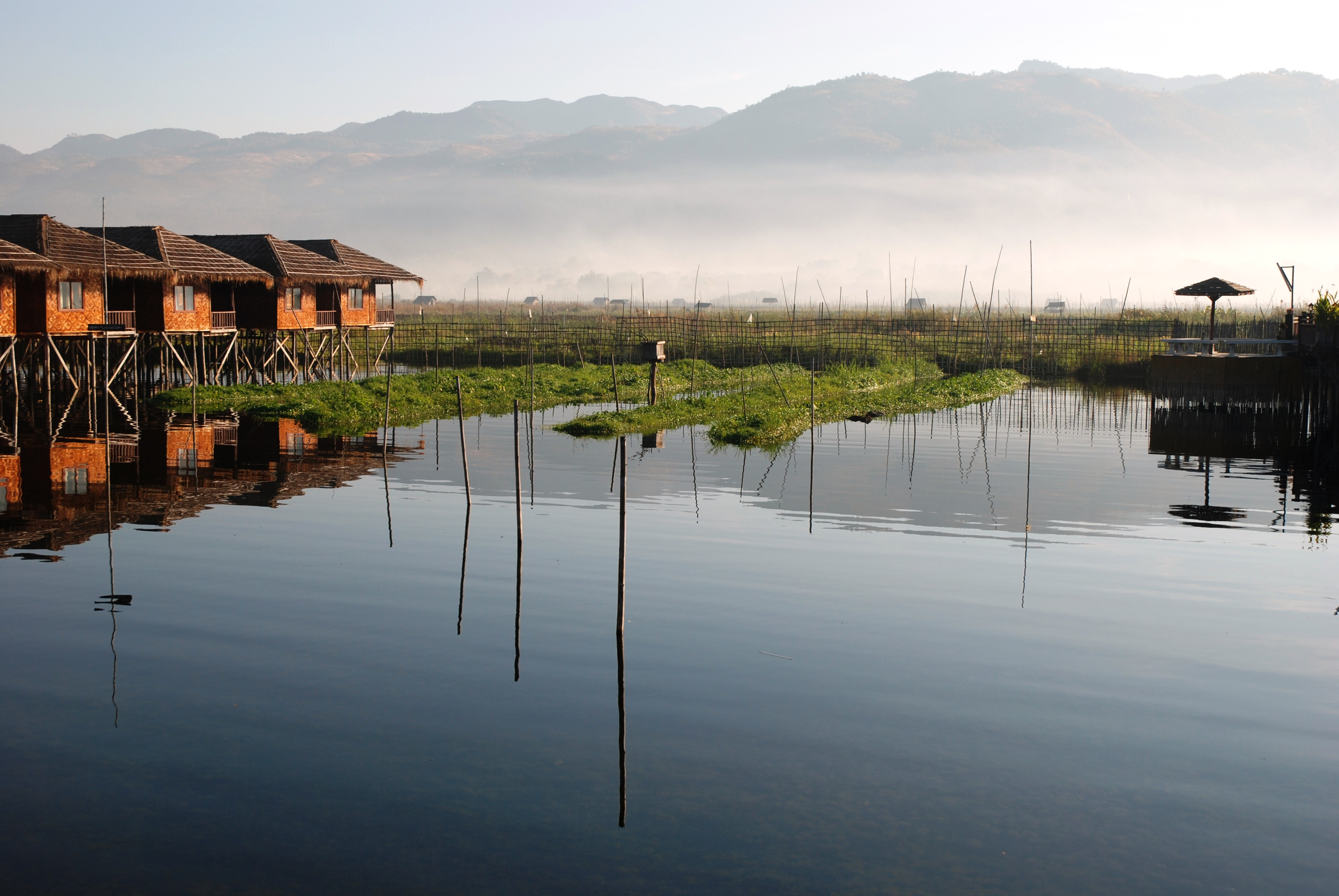
インレー湖

### 自然災害

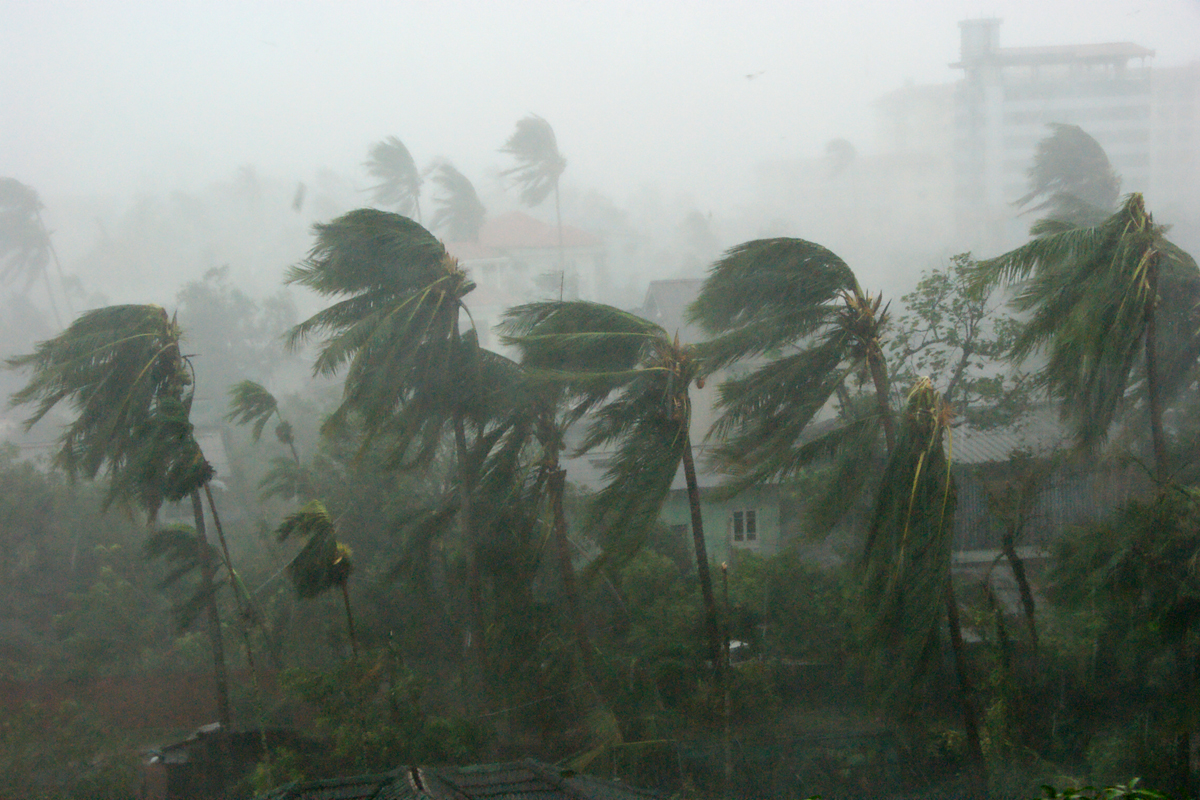
サイクロン・ナルギス（2008年5月）

ミャンマーでは2008年、大型のサイクロンに襲われた。過去にもそのような事例があったが、今回のサイクロンは、社会基盤が脆弱だったこともあり、これまで以上に被害が拡大した。

## 地方行政区分

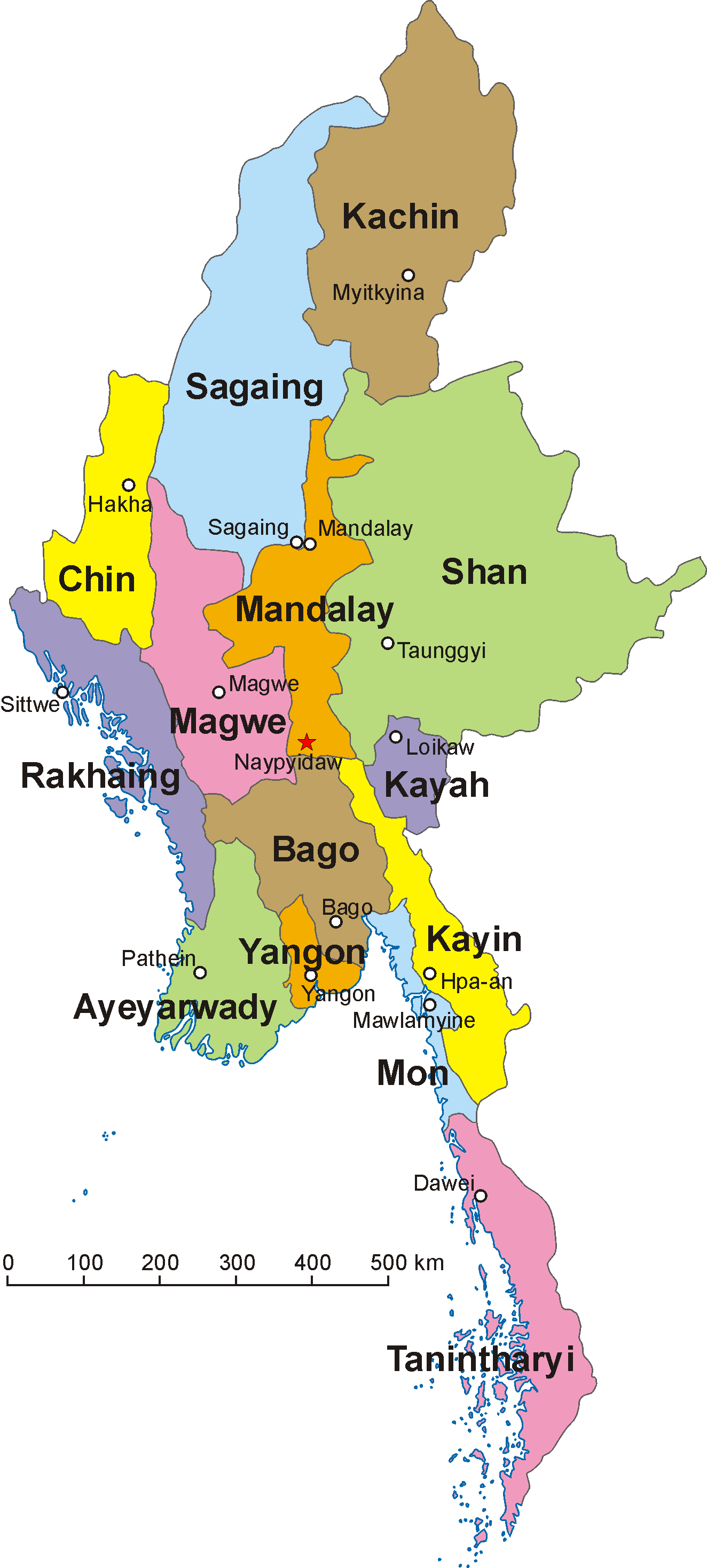
ミャンマーの地方行政区分

7つの地方域（タイン・データー・ジー）と7つの州（ピーネー）に分かれる。地方域は、主にビルマ族が多く居住する地域の行政区分。州は、ビルマ族以外の少数民族が多く居住する地域となっている。
地方域
1. エーヤワディ地方域（管区）
2. ザガイン地方域（管区）
3. タニンダーリ地方域（管区）
4. バゴー地方域（管区）
5. マグウェ地方域（管区）
6. マンダレー地方域（管区） - 2005年11月から首都となったネピドーが地方域南部に位置する。
7. ヤンゴン地方域（管区）

通俗的に、上ビルマ (2,5,6) と下ビルマ (1,3,4,7) に区分される。
州
1. カチン州
2. カヤー州
3. カレン州
4. シャン州
5. チン州
6. モン州
7. ラカイン州

### 主要都市
- ヤンゴン
- タンリン郡区（旧称: シリアム） - ティラワ港
- マンダレー
- ネピドー
- モーラミャイン
- バゴー
- パテイン
- モンユワ
- メイッティーラ
- シットウェ（旧称: アキャブ）
- ダウェイ（旧称: タヴォイ）
- ミェイク（旧称: メルギー[注 15] - 英: Mergui）

### 軍事政権が変更した町の名称
軍事政権は1991年にビルマをミャンマーに変更し、それと同時に町の名称などを1000以上変更した。ここでは軍事政権が変えた町の名称を紹介する。
| 旧名称（英字）  | 旧名称（カナ）         | 新名称（英字）   | 新名称（カナ）               | 備考                                           |
| --------------- | ---------------------- | ---------------- | ---------------------------- | ---------------------------------------------- |
| Burma           | ビルマ                 | Myanmar          | ミャンマー                   | 1990年国際連合に申請、1991年に許可             |
| Rangoon         | ラングーン             | Yangon           | ヤンゴン                     |                                                |
| Pagan           | パガン                 | Bagan            | バガン                       |                                                |
| Akyab           | アキャブ               | Sittwe           | シットウェ                   |                                                |
| Amherst         | アムハースト           | Kyaikkami        | チャイッカミー               |                                                |
| Arakan          | アラカン               | Rakhine          | ヤカイン                     | ラカイン州（Rakhine State）                    |
| Bassein         | バセイン（バッセイン） | Pathein          | パテイン（パセイン）         |                                                |
| Maymyo          | メイミョー             | Pyin U Lwin      | ピンウールィン               | Pyin Oo Lwin（ピーン・オー・ルウィン）とも表記 |
| Moulmein        | モールメイン           | Mawlamyine       | モーラミャイン               |                                                |
| Myohaung        | ミョーハウン           | Mrauk U          | ミャウウー                   | Mrauk Ooとも表記                               |
| Pegu            | ペグー                 | Bago             | バゴー                       | バゴー地方域                                   |
| Prome           | プローム               | Pyay             | ピェイ                       | Pyi（ピー）とも表記                            |
| Sandoway        | サンドウェイ           | Thandwe          | チャンドウェー               |                                                |
| Syriam          | シリアム               | Thanlyin         | チャンリーン                 |                                                |
| Yaunghwe        | ヤウンウェー           | Nyaung Shwe      | ニャウンシュウェ             |                                                |
| Irrawaddy River | イラワジ川             | Ayeyarwady River | エーヤワディー川             |                                                |
| Salween River   | サルウィン川           | Thanlwin River   | タンルウィン川               |                                                |
| Sittang River   | シッタン川             | Sittoung River   | シッタン川 （※日本読み同じ） |                                                |
| Tennasserim     | テナセリウム           | Tanintharyi      | タニンダーリ                 | タニンダーリ地方域                             |

## 経済

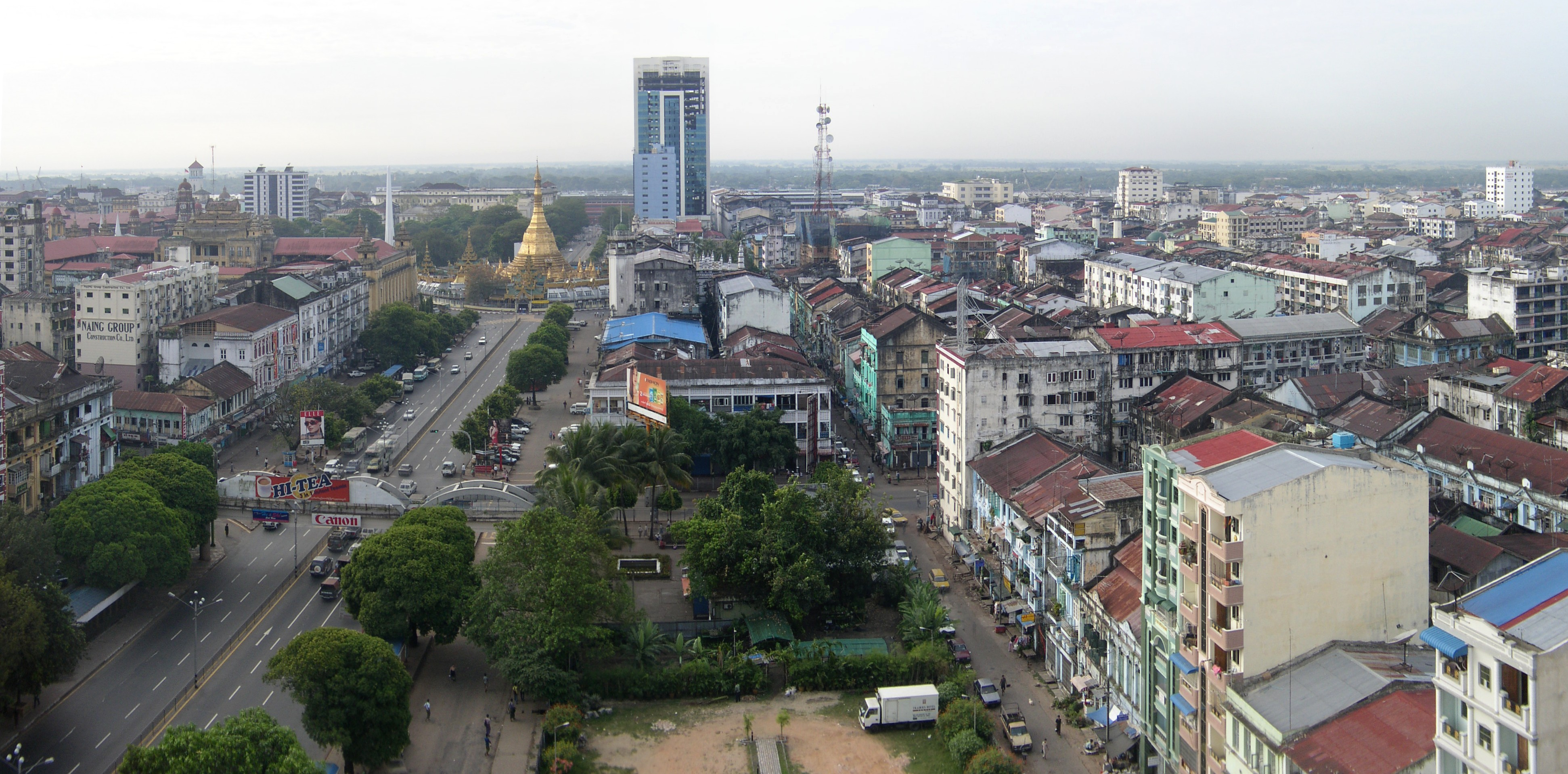
最大の都市ヤンゴン

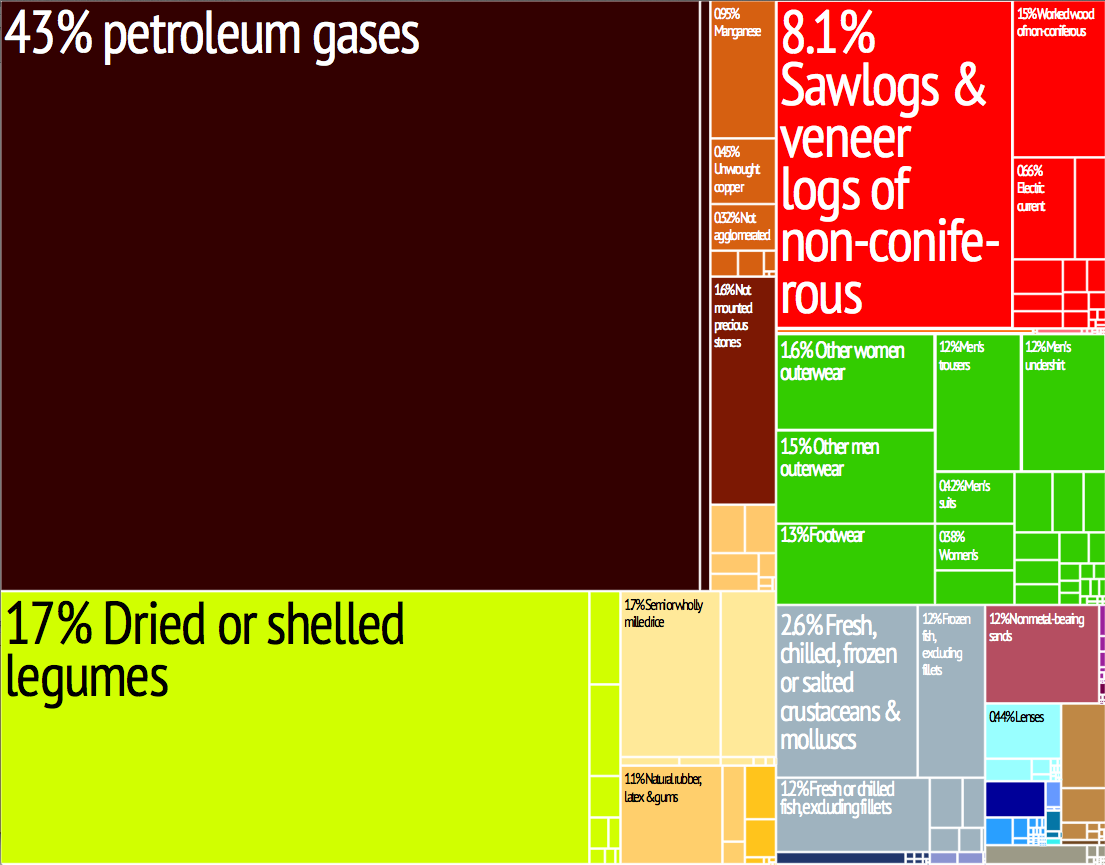
色と面積で示したミャンマーの輸出品目

IMFの統計によると、2017年のミャンマーのGDPは673億ドル。一人当たりのGDPは推定1,278ドルであり、国連の基準では「後発開発途上国」と位置づけられている。

### 産業

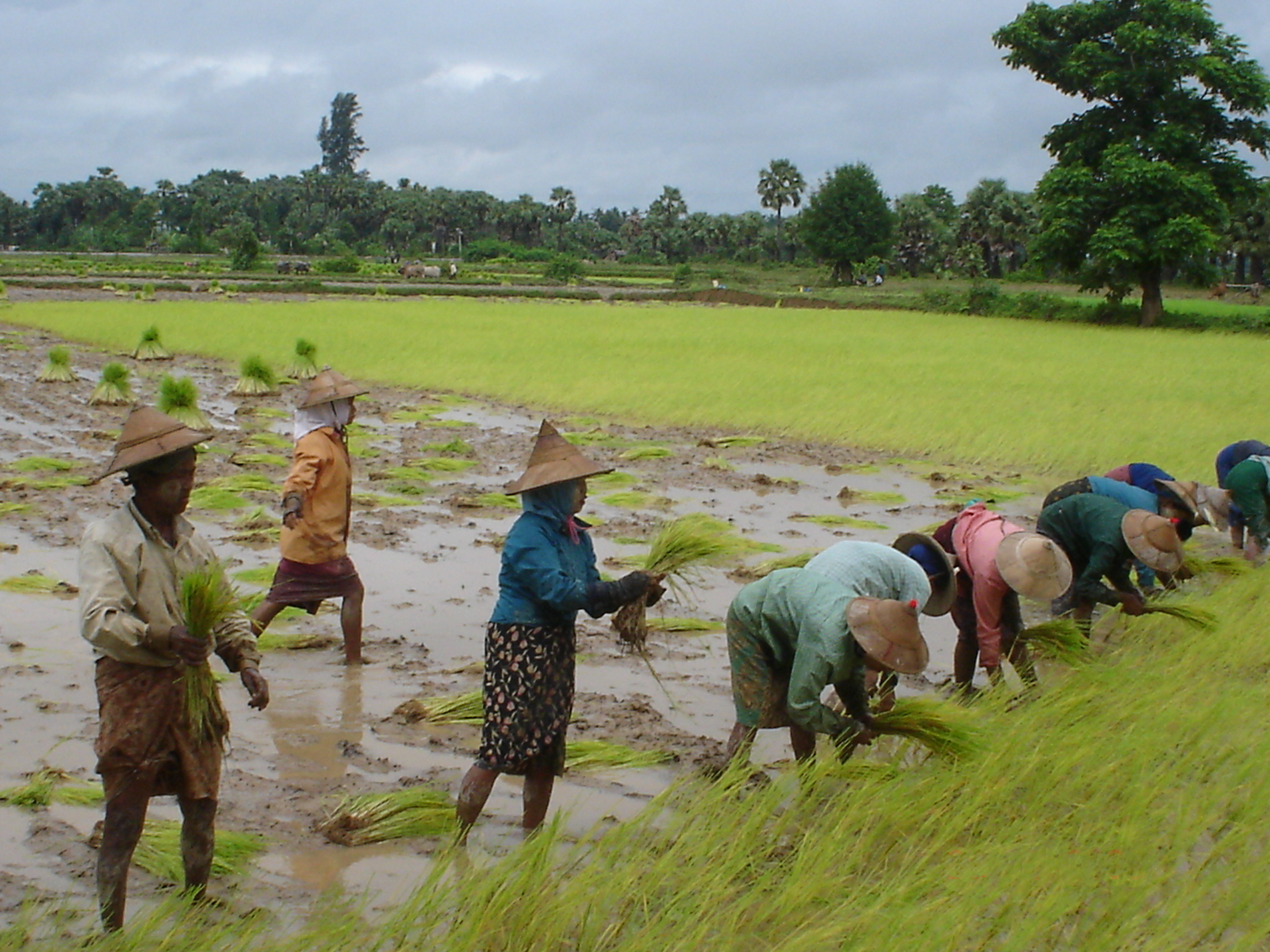
ミャンマーの水田

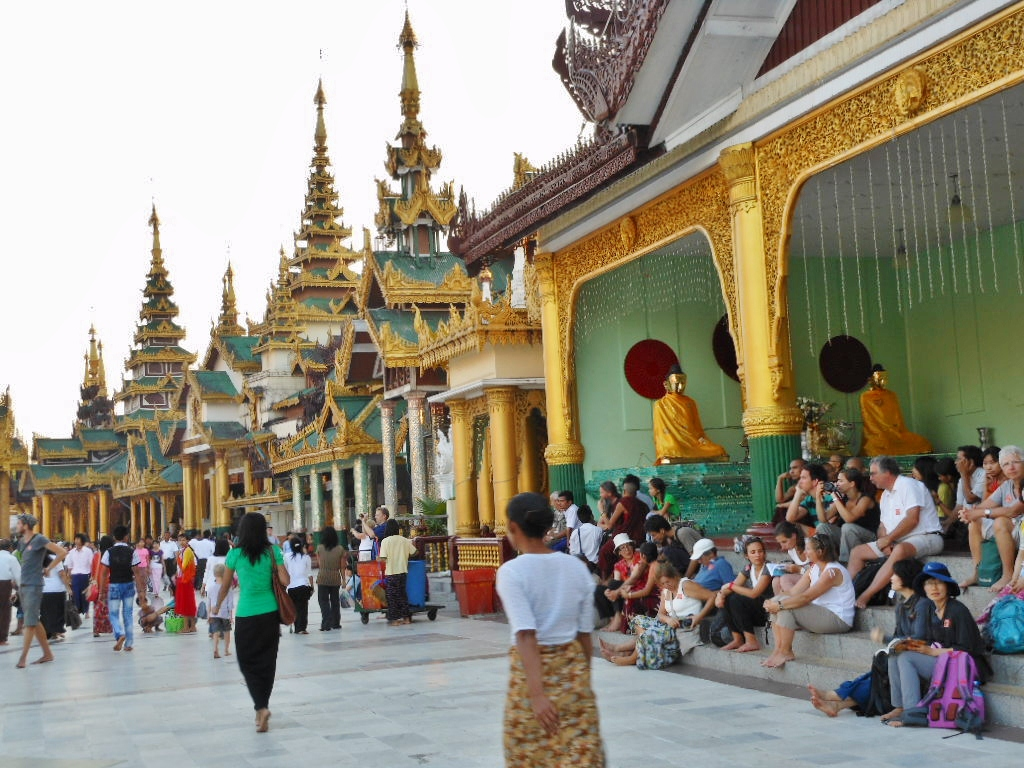
ミャンマーの観光（2013年）

主要農産物は米で、農地の60%を水田が占める。国際米作研究所が1966年から30年間にわたり、52種の米を全土で試験栽培し、収量向上に貢献した。
また、宝石の産出量も多く、世界のルビーの9割を産出し、タイがそのほとんどを購入している。サファイアも品質の高さで知られる。しかし、採掘はほとんどが国営で、労働環境の悪さから欧米などの人権団体は不買を呼びかけている。
ミャンマー政府やミャンマー観光連盟は、外国人観光客の誘致に力を入れている。入国に必要な観光ビザの免除対象は、ASEAN諸国（マレーシアを除く）に加えて、2018年10月から日本と大韓民国も1年の試行措置として追加された。一方で、ロヒンギャ問題での国際的な批判が支障になっている。

### 経済史
ビルマはかつて東南アジア有数の大国であり、イギリス統治下においても東南アジアで最も豊かな地域の一つであった。チークなど木材をはじめ天然資源が豊富で、石油の生産・輸出も盛んに行われていた。また人的資源も優れており、識字率は高く、独立後は東南アジアでも早く成長軌道に乗るだろうと考えられていた。1952年に経済開発計画が立案されたが、内乱や外貨事情の悪化から4年ほどで破棄される結果に終わった。
1962年から1988年まで、ネ・ウィン軍事政権はビルマ式社会主義という国家基本要綱に基づき、国有企業主導の統制経済による開発を行なった。この間、主要産業の企業・貿易は国家の管理下に置かれ、土地も国有化された。また、工業化政策によって1960 - 1970年代において、工業は一応の発展を遂げた。しかし、1980年代に至ってもGDPで工業が占める割合は10%程度で、依然農業が主産業の座を占めていた。また、鎖国的な経済体制によって、最貧国と認定される程にビルマ経済は著しく停滞し、他のアジア諸国と大きな差をつけられる結果となった。
1988年のソウ・マウンによる軍事クーデター後、ビルマ援助国の大部分が経済援助を凍結した為、国家法秩序回復評議会 (SLORC) は社会主義計画経済の放棄と自由市場経済体制への転換を決めた。SLORCは、豊富な天然資源と安価な労働力を基とした民間企業主導型の輸出指向型の政策を打ち出し、外国人による投資の大幅な許容、近隣諸国との国境貿易合法化や国営企業の民営化等、市場経済改革が実施された。
21世紀初頭には工業部門が飛躍的に成長し、工業化が進展しているように見えた。しかし、これは、天然資源開発中心の国有企業主導型の工業開発によるものであり、民間製造業主導型の工業開発ではない。天然資源開発は急速な早さで環境を破壊している。また、天然資源採掘地域においては、強制労働・強制移住などの人権侵害が行われているという事実がある。
以上の事実から、欧米諸国はミャンマー製品の輸入禁止や、新規海外直接投資禁止などの経済制裁を行った。特にアメリカのミャンマー製品輸入禁止と送金禁止はミャンマー経済に大きな影響を与えた。近年、民間の経済発展を見越したヤンゴン証券取引所が、日本の金融庁や大和総研、日本取引所グループの支援で発足。2016年3月25日、取引を開始した。
2021年より、軍系企業グループ業であるen:Myanma Economic Holdings Limited（ミャンマー経済ホールディングス（MEHL））と、en:Myanmar Economic Corporation（ミャンマー経済公社（MEC））は、米国により制裁中。

### 日本との貿易
欧米諸国が軍事政権下のミャンマー製製品を輸入禁止にしてきたのに対し、日本は特に輸入規制などは行わず、日本はミャンマーにおける製品輸出先の5.65%（2009年）を占めた。ミャンマー製のカジュアル衣類なども日本国内で販売されている。
しかし、日本貿易振興機構の資料によると、民政移管の2010年前後の時点でミャンマーに進出している企業は、中国が約27000社、タイが約1300社に比べ、日本はわずか50社に過ぎなかった。この背景には、ミャンマーに経済制裁を科していたアメリカの存在があり、アメリカとビジネスをしている企業は、アメリカでどのような扱いを受けるかを恐れ、ミャンマーに進出したくてもできない状態であるという。
ただ、中国の賃金水準上昇と、チャイナ・リスクの存在が日本企業に広く認識されるようになり、米国向け輸出品が多く日本企業には不利なベトナムや、日本企業の誘致に消極的なカンボジアやバングラデシュなどの代わりに、「アジア最後の経済未開拓市場」との呼び声も高いミャンマーに対する日本の注目が2010年前後から集まった。ベトナムの約3分の1（ベトナムの賃金は中国の約6割）の賃金で従業員を雇え、中国と比較すると労働力の安さが特段際立っていた。しかしながら、ハエが飛び回るような不衛生な食品工場が多数存在している点や、労働環境の苛酷さや児童労働の存在、そして何より、ミャンマー独特の政治的事情などの課題も多かった。だが、2010年の総選挙で形式的ながら民政移管を果たし、2011年に就任したテイン・セイン大統領が経済開放を進めたことにより、ミャンマー経済を取り巻く環境は大幅に改善された。
2012年に入って以降、アメリカが民主化を評価し、ミャンマーへの政策を改める見通しが出始めており、これまでアメリカの顔色を伺って現地進出したくてもできなかった日本企業にとっては明るい兆しと言える。また、ミャンマー側にとっても経済発展は悪い話ではないし、ベトナム、カンボジア、バングラデシュに大きく遅れをとったが、グローバリゼーションが進む21世紀の世界において、安いコストで衣類などの軽工業品を生産できることは、企業側にとっては良いビジネスになりうる。また、結果として多くのミャンマー国民の雇用を生み出すという点でも重要である。
2014年10月1日、ミャンマー政府が2011年の民主化後初となる、外銀6ヵ国9行に支店開設の仮認可を交付したと発表。日本の銀行ではみずほ銀行、三菱東京UFJ銀行、三井住友銀行のメガバンク3行が仮認可を取得している。その後、2015年4月2日に三菱東京UFJ銀行、オーバーシー・チャイニーズ銀行、三井住友銀行の3行が正式認可を取得し、2015年4月22日に三菱東京UFJ銀行が、同23日にオーバーシー・チャイニーズ銀行と三井住友銀行がそれぞれ支店を開業した。
2021年現在、ミャンマーは、東南アジアにおいて日本の最も有力な投資先の一つであり、日本による経済開発が行われている。

## 交通

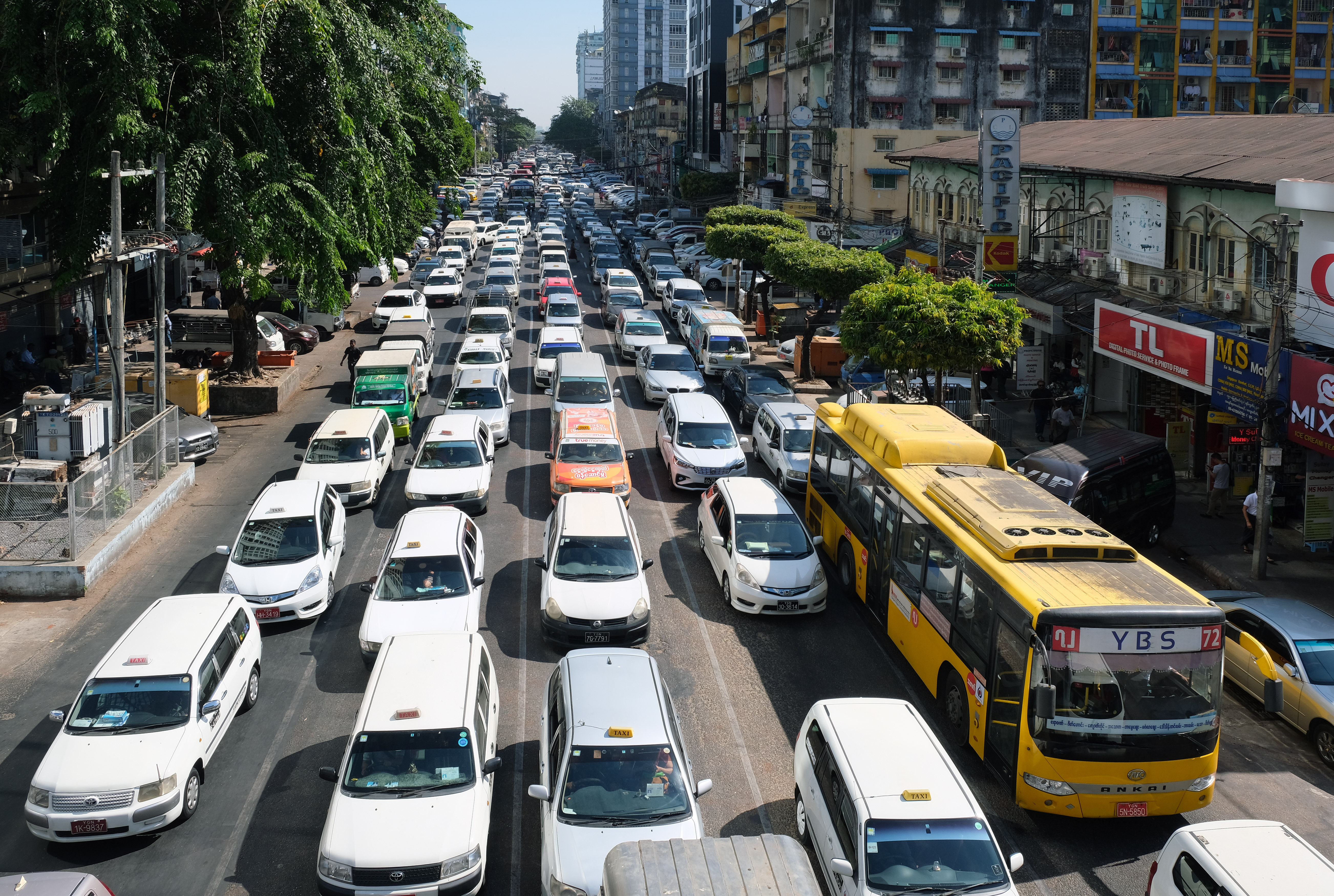
ヤンゴンの道路の一つである「アナウラハタ通り」を走行する車両の様子
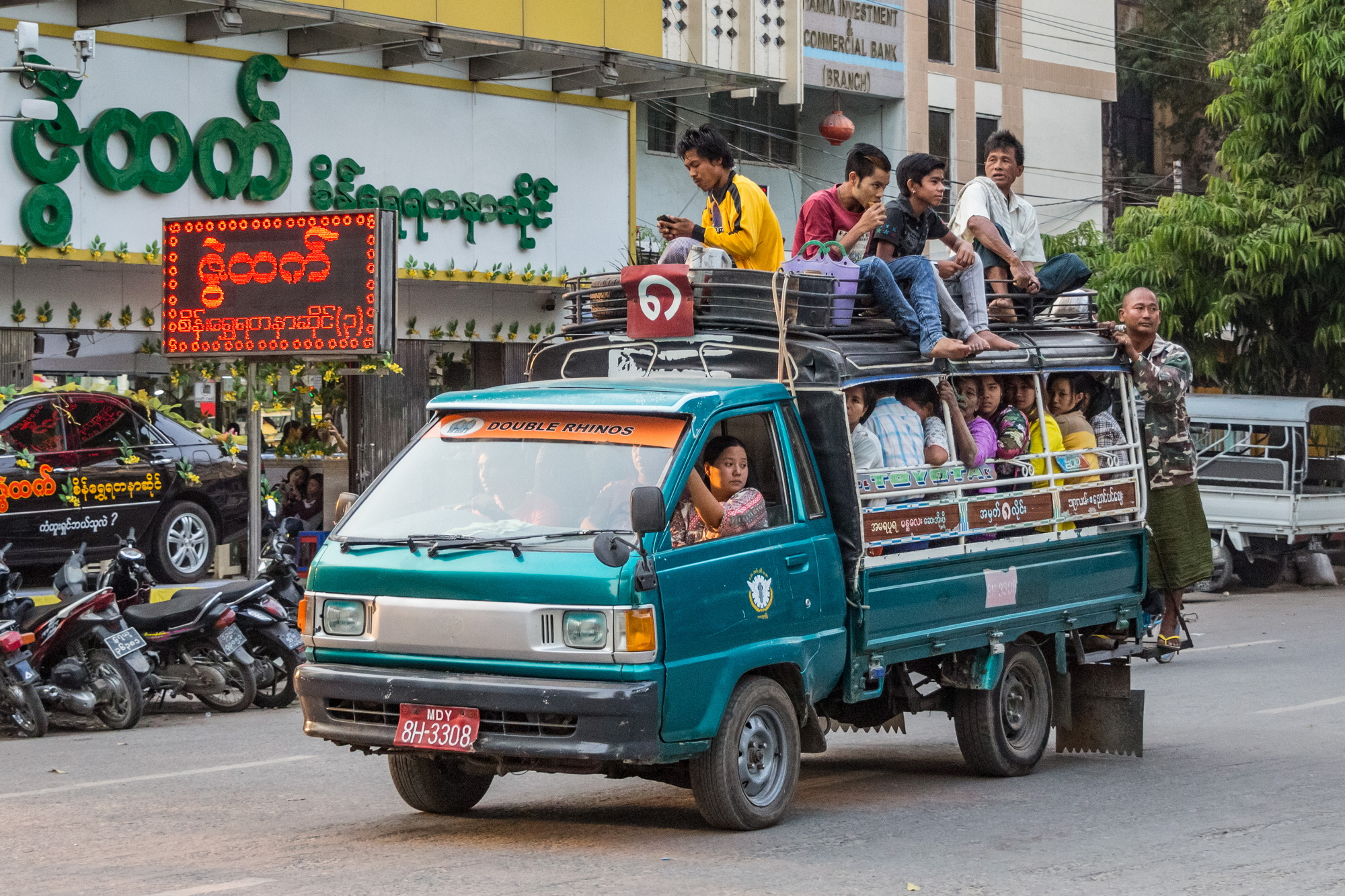
マンダレー内の道路を走行するトラックバス

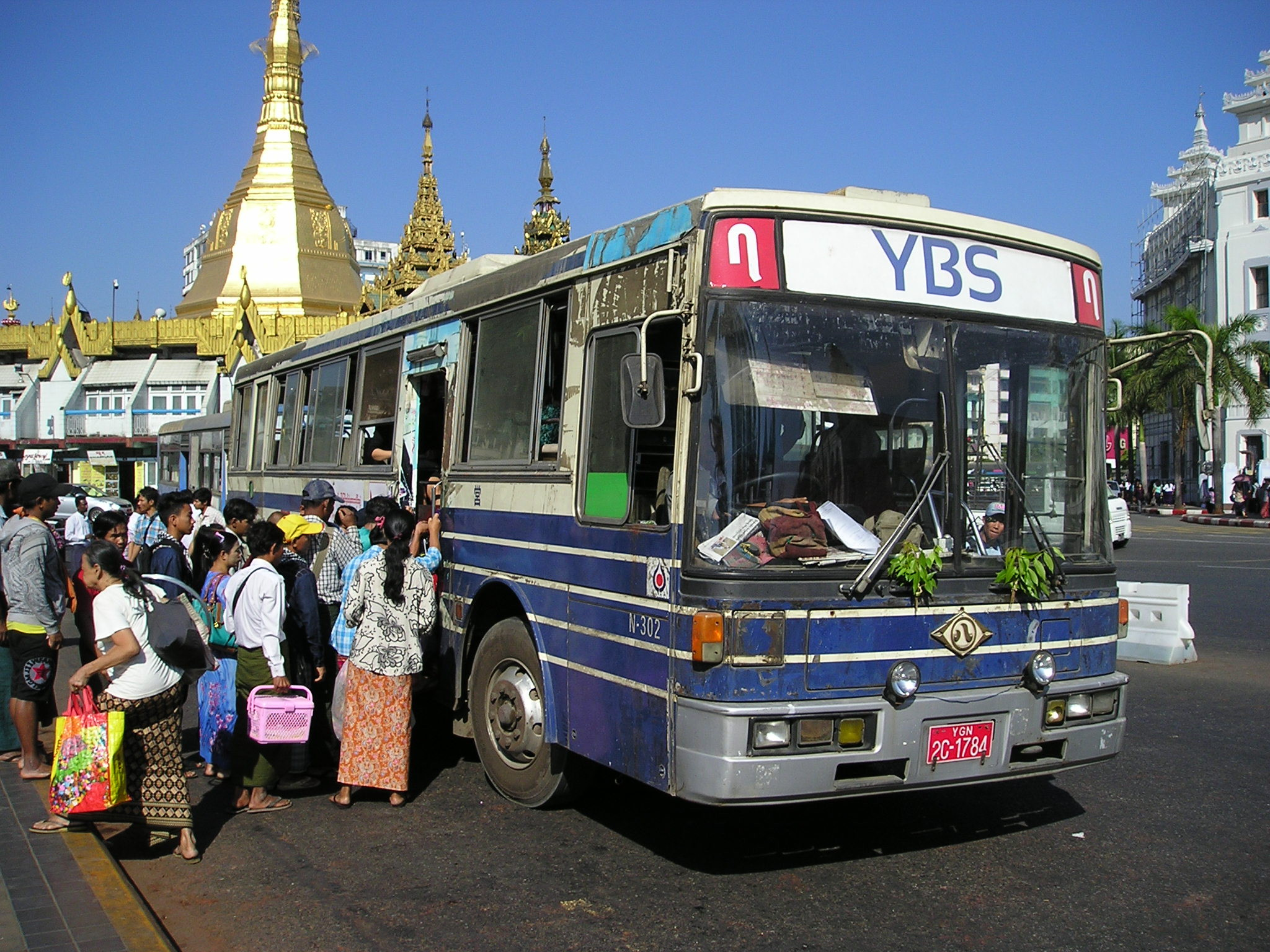
多数輸出された日本の中古バスの一つ
（元名古屋市営バス）

道路・鉄道・水運とも南北方向には発達しているが、河川を跨ぐ東西間の交通は整備されていない。

### 鉄道
鉄道車両は日本から多く輸出されている。

## 国民

### 人口

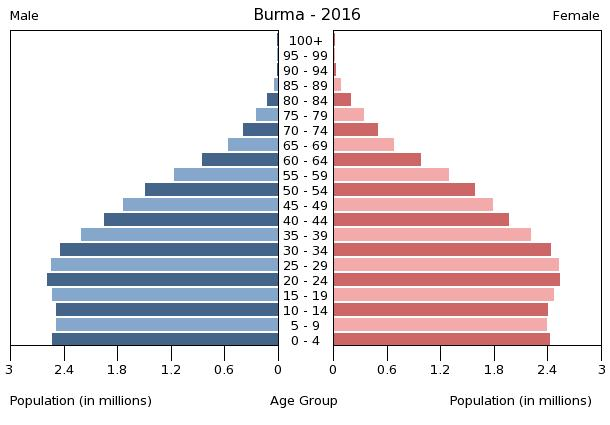
ミャンマーの人口ピラミッド

2014年春、31年ぶりに国勢調査が行われた。3月30日時点での人口は51,419,420人で、前回に行われた1983年国勢調査値（31,124,908人）から二千万人増えていた。
しかし、1983年国勢調査以降にビルマ/ミャンマー政府が出していた推計人口（2012年では60,975,993人）は六千万人台であった為、九百万人近く多く見積もられていたことが発覚した。それまでは国際通貨基金（IMF）やアジア開発銀行（ADB）が6100万～6400万人程度と推計していた。
軍事政権は2025年に予定されている総選挙の有権者名簿作成のため、2024年10月に国勢調査を実施した。2025年1月1日に暫定結果が公表され、総人口は51,316,756人で10年前の国勢調査よりわずかに減少した。なお内戦の影響で調査が完了したのは全330郡区の約4割にあたる145郡区にとどまり、127郡区は不完全な状態で、58郡区は一切調査が行われなかった。これらの郡区は専門家の協力や遠隔調査を基に人口を推定しており、実際に調査されたのは32,191,407人（全体の63%）で、残る19,125,349人（37%）は推定によるものである。

### 民族
| ミャンマーの民族構成 | ミャンマーの民族構成 | ミャンマーの民族構成 | ミャンマーの民族構成 | ミャンマーの民族構成 |
| -------------------- | -------------------- | -------------------- | -------------------- | -------------------- |
| 民族名               |                      |                      | 割合                 |                      |
| ビルマ族             | ビルマ族             |                      | 68%                  | 68%                  |
| シャン族             | シャン族             |                      | 9%                   | 9%                   |
| カレン族             | カレン族             |                      | 7%                   | 7%                   |
| ラカイン族           | ラカイン族           |                      | 4%                   | 4%                   |
| 中国系               | 中国系               |                      | 3%                   | 3%                   |
| インド系ビルマ人     | インド系ビルマ人     |                      | 2%                   | 2%                   |
| モン族               | モン族               |                      | 2%                   | 2%                   |
| 他の民族集団         | 他の民族集団         |                      | 5%                   | 5%                   |

ミャンマーは、総人口の7割を占めるビルマ人と、残りの3割を占める少数民族から構成される多民族国家である。その民族構成について、信頼できる統計資料は存在しないものの、マーティン・スミス（Martin Smith）は同国の主要民族の人口を以下のように推計している。
| 民族名                   | 推計人口              |
| ------------------------ | --------------------- |
| カチン人                 | 500,000 - 1,500,000   |
| カレンニー人（カヤー人） | 100,000 - 200,000     |
| カレン人                 | 2,650,000 - 7,000,000 |
| チン人                   | 750,000 - 1,500,000   |
| ビルマ人                 | 29,000,000            |
| モン人                   | 1,100,000 - 4,000,000 |
| ラカイン人               | 1,750,000 - 2,500,000 |
| シャン人                 | 2,200,000 - 4,000,000 |

ミャンマーの7つの有力少数民族は、それぞれ自らの州を有している。1948年のビルマ連邦独立時にはカチン州・カレンニー州・シャン州およびチン特別区（1974年よりチン州）が設けられ、1951年にカレン州、1974年にモン州・ラカイン州が新設された。ミャンマー政府は1990年代より、ビルマ人を含めた「8大民族」と、その下位分類である135の民族グループを自国の原住民族とみなしているものの、その分類基準は統一されたものではなく、疑義も多い。『シャン・ヘラルド』は、はこの分類を再検討し、ミャンマー政府が認定する135の民族サブグループには実際には同一民族の別氏族などが重複して数え上げられているなどとして、実際にはこの分類は59民族を列挙するものであること、タマン人など、同分類から漏れている民族も存在することなどを指摘している。

### 言語
エスノローグは、ミャンマーで話されている言語として115言語を挙げ、うち93語がシナ・チベット語族（ビルマ語、カレン諸語、ジンポー語など）、13語がオーストロアジア語族（モン語、パラウン語、ワ語など）、6語がタイ・カダイ語族（シャン語など）、2語がインド・ヨーロッパ語族（ロヒンギャ語、チャクマ語）、1語がオーストロネシア語族（モーケン語）に属するとしている（残りの1語はビルマ手話）。ビルマ語やパーリ語、少数言語の多くの表記にはモン-ビルマ文字が使われる。ビルマ語やパーリ語、少数言語の多くの表記にはモン-ビルマ文字が使われる。
公用語はビルマ語であり、多数派であるビルマ族を中心に母語として3300万人が、第二言語としては同国の少数民族を中心におよそ1000万人が話す。しかし、カレン民族同盟など、少数民族を主体とする武装組織のうち一部の支配下にある地域では、ビルマ語の教育は行われていないという。

### 人名
一般的に姓は持たない。必要な時には両親いずれかの名と自分の名が併用される。便宜的に自分の名の一部を姓として使用する者もいる。また、名を付ける際には、その子が生まれた曜日によって頭文字を決める。命名は、ビルマの七曜制や月の名前、土地の名前等から付けられることが多く、このため同じ名前を持つ者が多い。
従来はタン、ヌのような1語やバー・モウなどの2語の名がほとんどであったが、独立後からアウン・サン・スー・チーのような4語や5語の名前が見られるようになった。アウン・サン・スー・チーのように、子の名前に父祖の名前を組み込むこともある。
名前を表記する場合は、語の間に空間や「・」を入れて表記するが、あくまで便宜的なもので発音はつなげて行う。「アウン・サン・スー・チー」を例にとれば、区切りを意識せずに「アウンサンスーチー」と1語として呼称することが一般的であり、一部の華僑のように英語名がない限り一部だけを読むことはない。
外国との交渉（旅券等の発行や移住時に姓や氏の記入を求められるような状況）で、便宜的に敬称や尊称や謙称を使って、苗字とする場合もある。男性敬称のウー（ウ）や女性敬称のドオ（ドー）が用いられ、国連事務総長を務めたウ・タントなどがその例である。ビルマ語でのウーは英語のミスターなどと違い、自称もされる。
なお、姓を持たないため、結婚しても人名が変わることはない（姓の存在を前提とする夫婦別姓とは異なる）。

### 宗教
宗教は多様であるが、住民の大多数は仏教徒である。2014年の国勢調査によれば国民の9割近くは仏教を信仰し、およそ50万の僧、7万5000の尼を有する 。仏教徒の大半は上座部仏教に帰依している。
| ミャンマーの宗教 (2014 Myanmar Census) | ミャンマーの宗教 (2014 Myanmar Census) | ミャンマーの宗教 (2014 Myanmar Census) | ミャンマーの宗教 (2014 Myanmar Census) | ミャンマーの宗教 (2014 Myanmar Census) |
| -------------------------------------- | -------------------------------------- | -------------------------------------- | -------------------------------------- | -------------------------------------- |
|                                        |                                        |                                        |                                        |                                        |
| 上座部仏教                             | 上座部仏教                             |                                        | 87.9%                                  | 87.9%                                  |
| キリスト教                             | キリスト教                             |                                        | 6.2%                                   | 6.2%                                   |
| イスラム教                             | イスラム教                             |                                        | 4.3%                                   | 4.3%                                   |
| 精霊崇拝（信仰）                       | 精霊崇拝（信仰）                       |                                        | 0.8%                                   | 0.8%                                   |
| ヒンドゥー教                           | ヒンドゥー教                           |                                        | 0.5%                                   | 0.5%                                   |
| その他                                 | その他                                 |                                        | 0.2%                                   | 0.2%                                   |
| 無宗教                                 | 無宗教                                 |                                        | 0.1%                                   | 0.1%                                   |

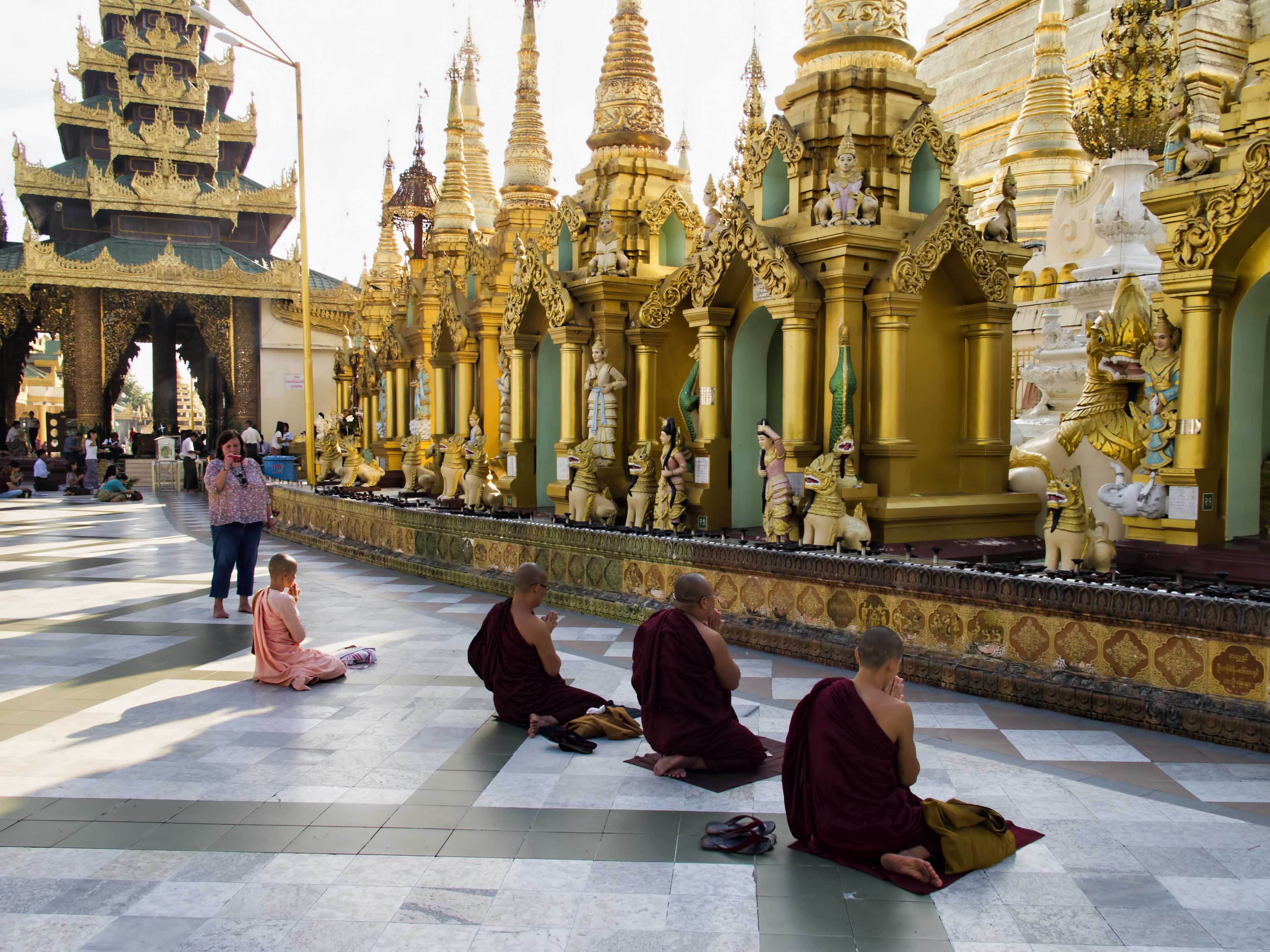
シュエダゴン・パゴダ
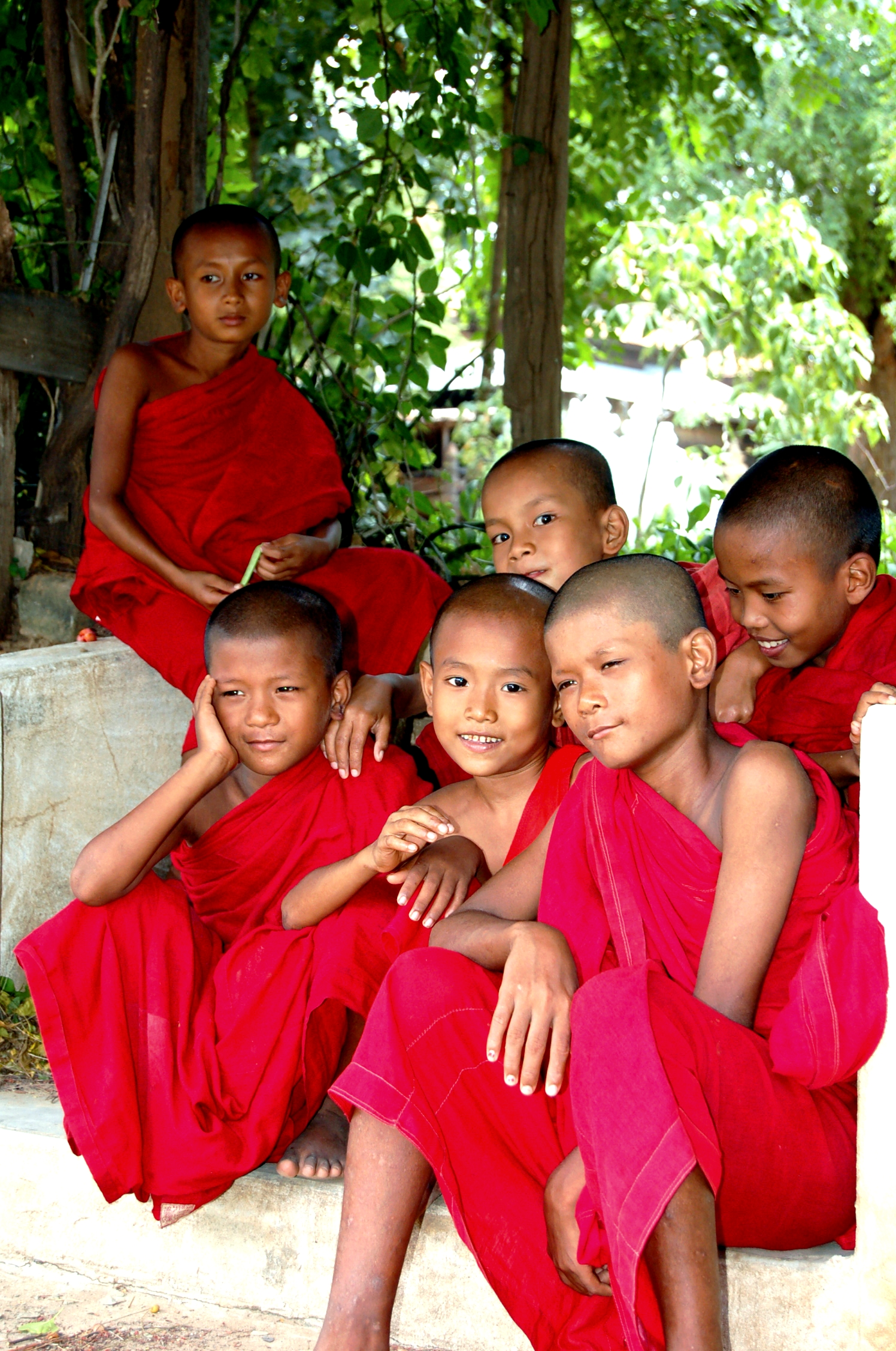
ミャンマーの上座部仏教の修行僧

一方、キリスト教は国民のおよそ6%が信仰し、欧米からの宣教師の活動のためチン族、カチン族、カレン族(カレン二―族含む)などの少数民族を中心に広まった。チン州で多数派を占めるほか、カチン州、カヤー(カレン二―)州でも3割以上が信仰する。うちおよそ3分の2がプロテスタントであり、中でもバプテスト派が多い。
イスラームは国民の4％が信仰し、ロヒンギャなどが多いラカイン州では人口の3分の1以上がムスリムである。ムスリムへの差別はロヒンギャへの民族浄化にとどまらず、民族を問わず国民としての身分証を与えられないなどの困難に直面している。
また、ナッ信仰などの民俗宗教を実践する者もおり、仏教などと並行して信じられている。

### 教育

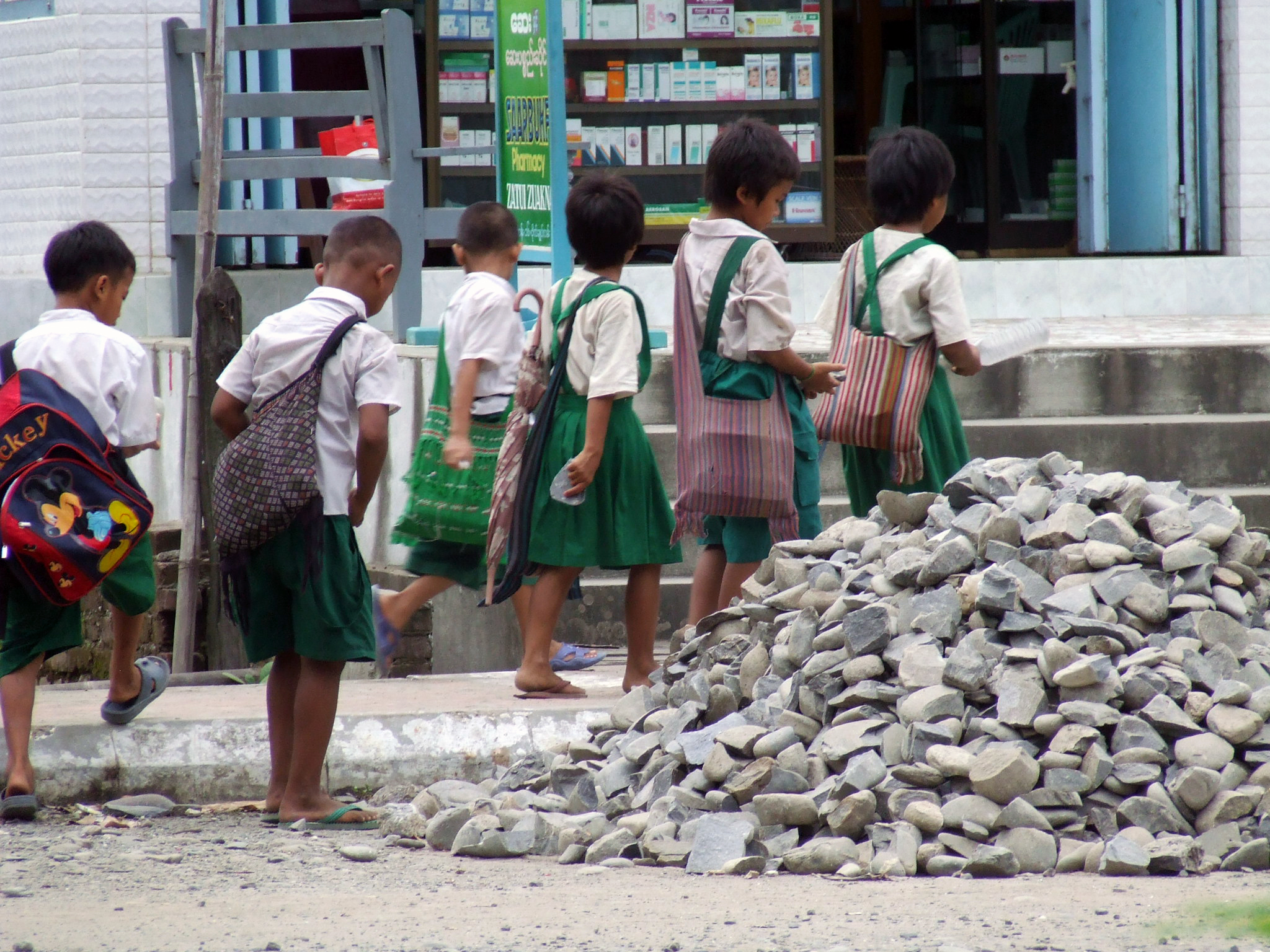
ミャンマーの学生

ミャンマーの教育は、時代によって、体制の変更に大きく影響を受けている。2011年の民政移管以降は、教育の分野でも民主化・自由化が進んでいたが、2021年クーデターにより先行きは不透明となった。

## 治安

### 犯罪
ミャンマーは現在事実上の内戦中となっており、渡航は一切推奨できない状態となっている。ヤンゴンやネーピードーなどは他の場所に比べて比較的治安が安定していると言われることもあるが、これは内戦中の田舎に比べて都会の方が安定しているのは当たり前であるため、緊急を要さない場合以外は渡航はやめた方がいい状況である。また、ミャンマーは世界最大のメタンフェタミン生産・輸出国であり、アフガニスタンに次ぐ世界第2位のアヘンとヘロインの生産国であり、過去から違法薬物取引における拠点の一つとされている問題点が今も解消されず終いとなっている。

## マスコミ
ミャンマーで最初の新聞は、1836年3月にイギリスの外交官が発行した英字紙『モールメン・クロニクル』である。コンバウン朝のたミンドン王も新聞に興味を示し、『ヤダナボン・ネピドー』や『ビルマ・ヘラルド』などの新聞を発行した。英植民地時代から独立後の議会政治の時代は、メディアの活況期で多くの新聞・雑誌が発行された。1962年の軍事クーデター後、軍政が敷かれてからは新聞は国営に限定されたが、民間の雑誌は多数発行されており、検閲の目をかいくぐってメディアは比較的活発だった。2011年の民政移管後は、多数の民間の新聞・雑誌が発行され、報道の自由は拡大し、ミャンマーのメディアは黄金期を迎えた。しかし2021年2月のクーデター後、新政権はマスメディアならびジャーナリストへの脅迫、投獄に対する制限を強化している。

## 文化

### 食文化
ミャンマー料理は米を主食とし、油を多用する煮込み料理「ヒン」を特徴とする。タマネギやトマトをベースに肉・魚・野菜を煮込み、水分の量で2種に分けられる。ヒラマメなどの豆類が頻繁に使われ、発酵茶葉（ラペッソー）も特徴的な食材である。魚醤と塩辛（ンガピ）が主要調味料で、ニンニク油も活用。多民族国家ゆえにシャン族の納豆やジャポニカ米など多様な郷土料理も存在する。代表料理にはモヒンガー（米麺）やラペットウッ（茶葉サラダ）などがある

### 文学
ビルマ文学は、9世紀頃のパガン時代から始まり、各時代で独自の発展を遂げた。パガン時代には詩、アヴァ時代には仏教文学と散文が発展。タウングー時代は王家賛美の詩、コンバウン時代は「黄金期」とされ、多様な韻文・散文、演劇が盛んに。イギリス植民地時代には近代小説、日本占領時代は「暗黒期」とされる。ビルマ連邦時代は抗日作品や社会改革を訴える「新しい文学」が登場し、軍政時代は検閲下で女性作家や短編が台頭した。現代では民主化で自由な作品が増えた一方、若者の活字離れや2021年のクーデターによる検閲強化で将来が危ぶまれている。

### 音楽

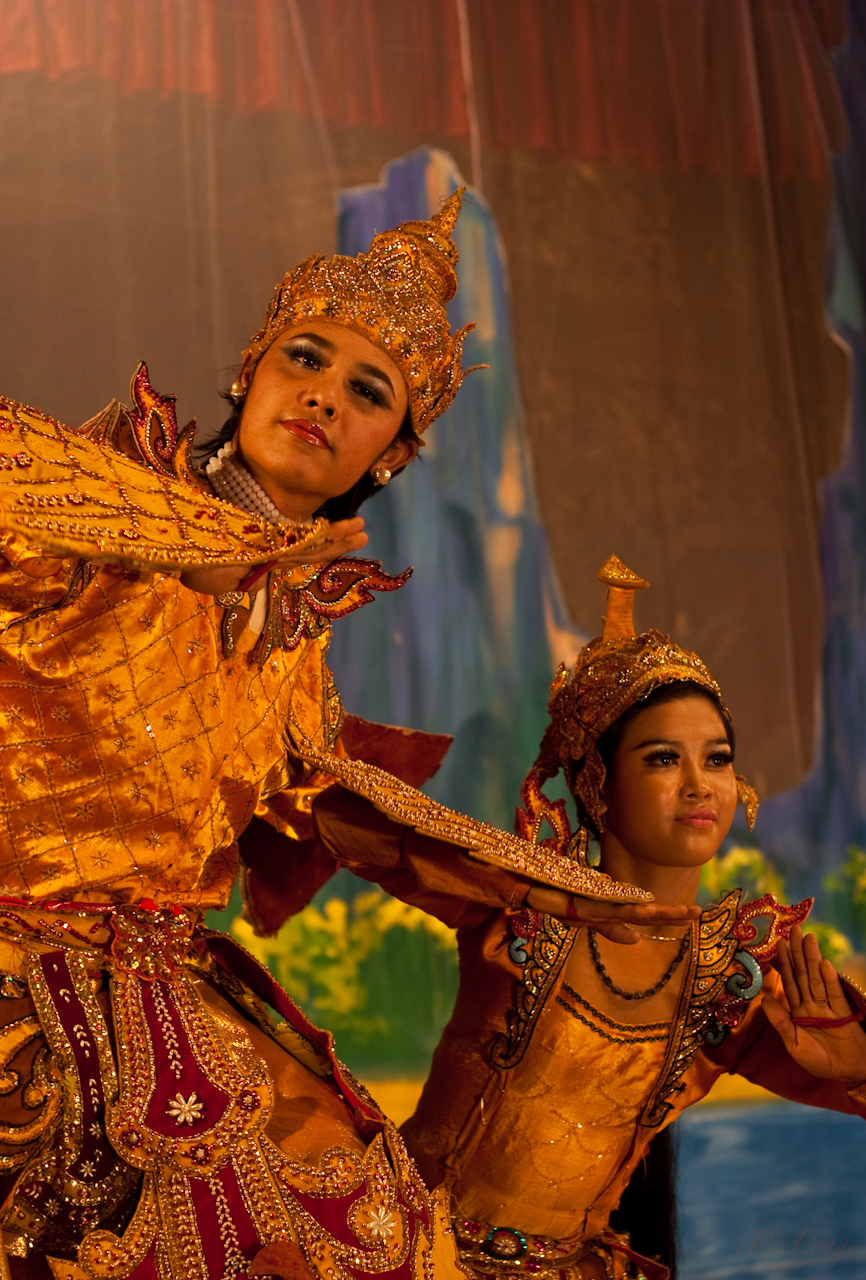
ミャンマーの緊那羅

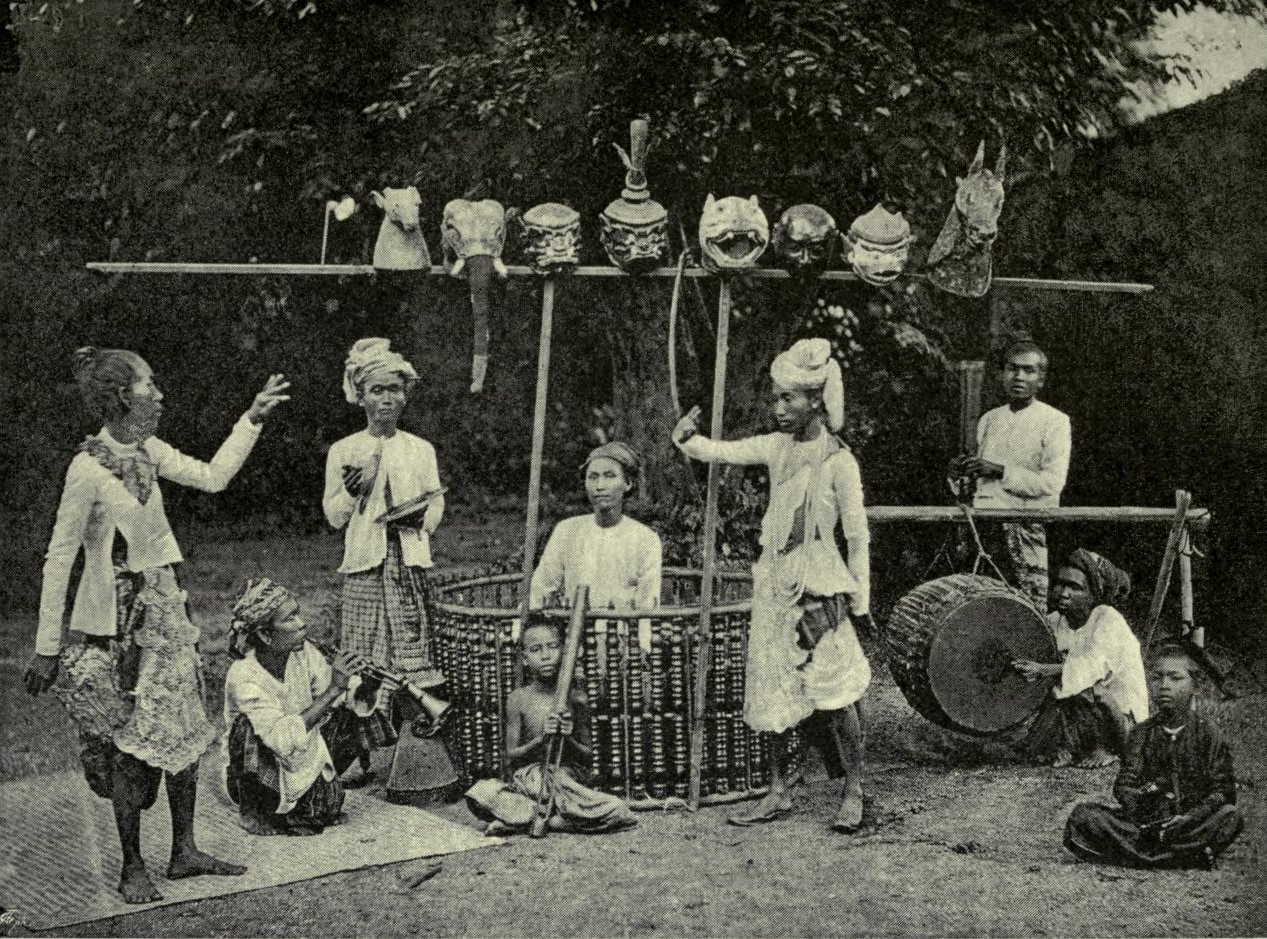
ミャンマーの芸人たち

大きく分けて伝統音楽とポピュラー音楽の2つに分けられる。伝統音楽・楽器としては、『ビルマの竪琴』にも登場した「サウン・ガウ」が日本では有名である。ポピュラー音楽は「コピー・タチン」が盛んになるなど独特の発展を遂げている。

### 美術

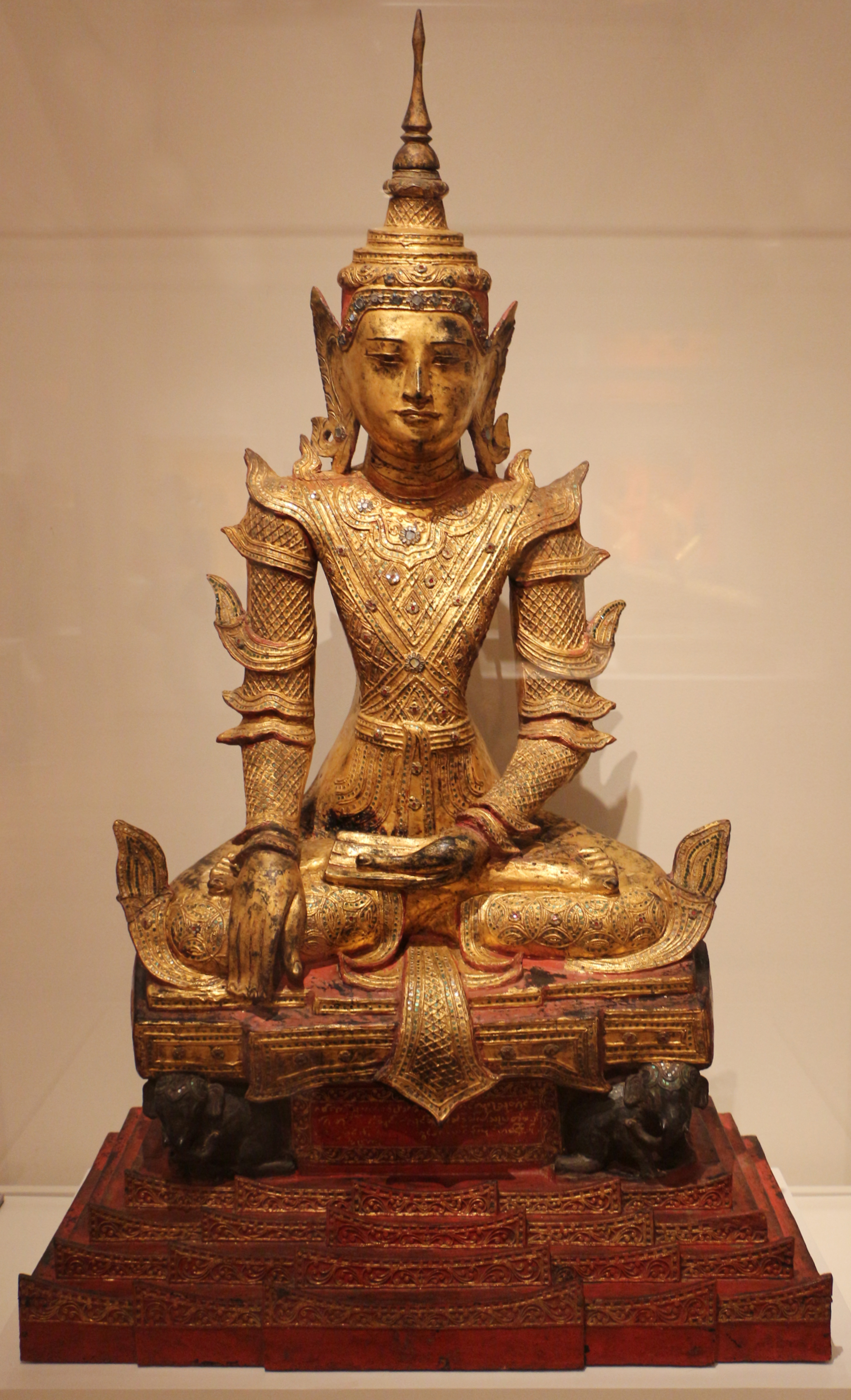
金色の仏陀像（1890年頃の作品）
戴冠した状態で象の玉座に座っている様子を形にしたもので、各所に宝石が鏤められている

ミャンマーにおける芸術は、古来からムドラ、ジャータカ、菩薩など仏教の中心的な要素を反映したものが多い。
ミャンマーの芸術家は同国政府の干渉と検閲を受けており、その影響からミャンマーにおける芸術の発展は今も妨げられた状況にある。
現代のミャンマーを代表する画家には、シット・ニェイン・アイやティン・リンが挙げられる。

### 映画
ミャンマーで初めて制作された映画は1920年の『メッタ・ニン・トゥラ（愛と酒）』である。その後、映画産業が盛んとなり、1962年には計92本の映画を制作、442の映画館に配給して、2024年の時点でも破られていない過去最高の興行収入を記録した。軍事政権が敷かれて以降、事前検閲が導入され映画界は低迷。1990年代には低予算のVCD・DVD作品が制作されるようになり、映画館の数も減少した。2011年の民政移管後、制作の自由を取り戻した映画界は息を吹き返し、国際的に高い評価を得る映画も現れたが、2021年クーデター後は再び厳しい事前検閲に晒されている。

### 写真
ミャンマーを題材とした作品一覧
- 「ほとけの乙女　ミャンマーの仏塔・寺院と少女たち」むそうたかし著

### 衣料・化粧品

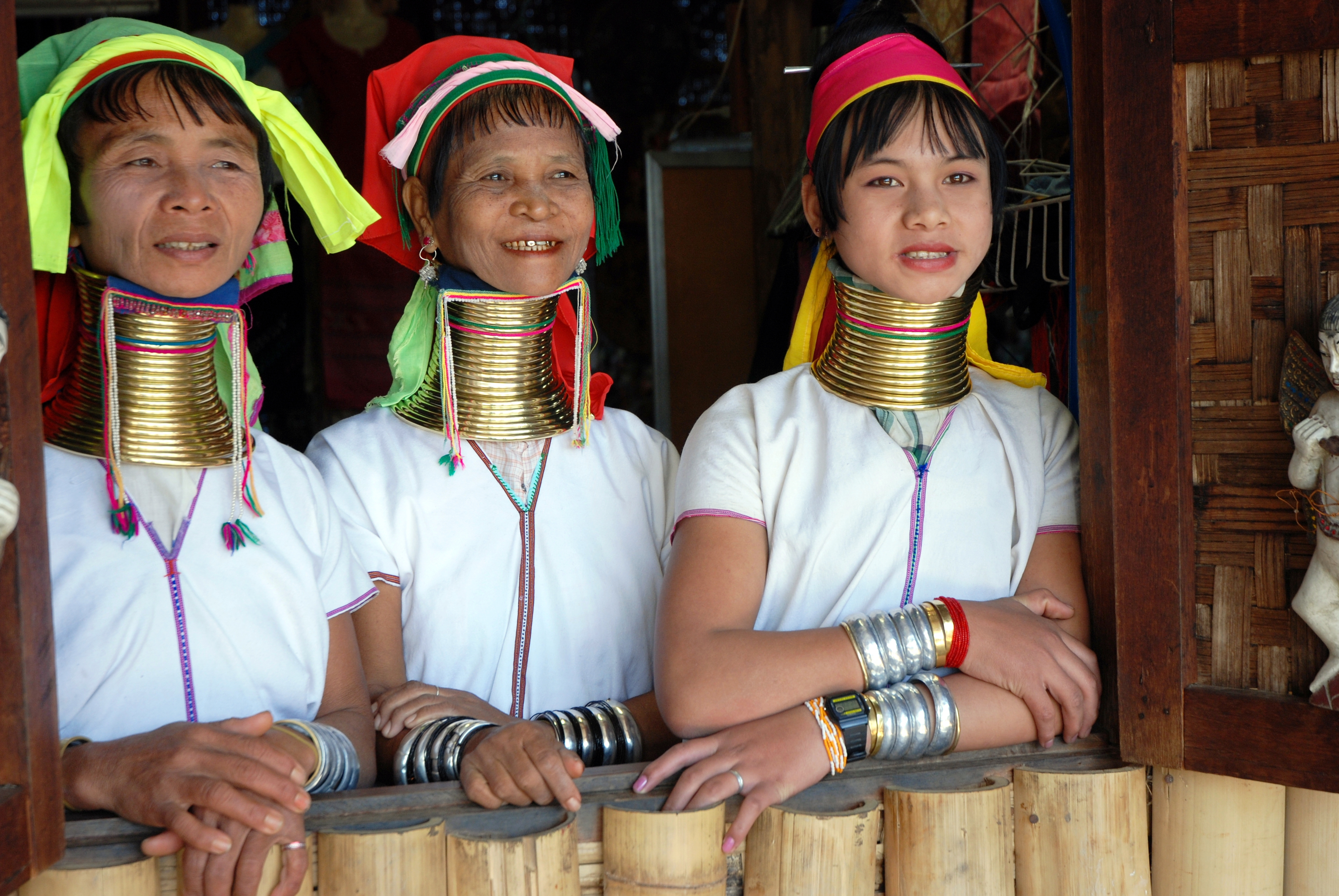
パダウン族、インレー湖の近く

民族衣装としてロンジーがある。化粧品は「タナカ」が多く使われている。

### 建築

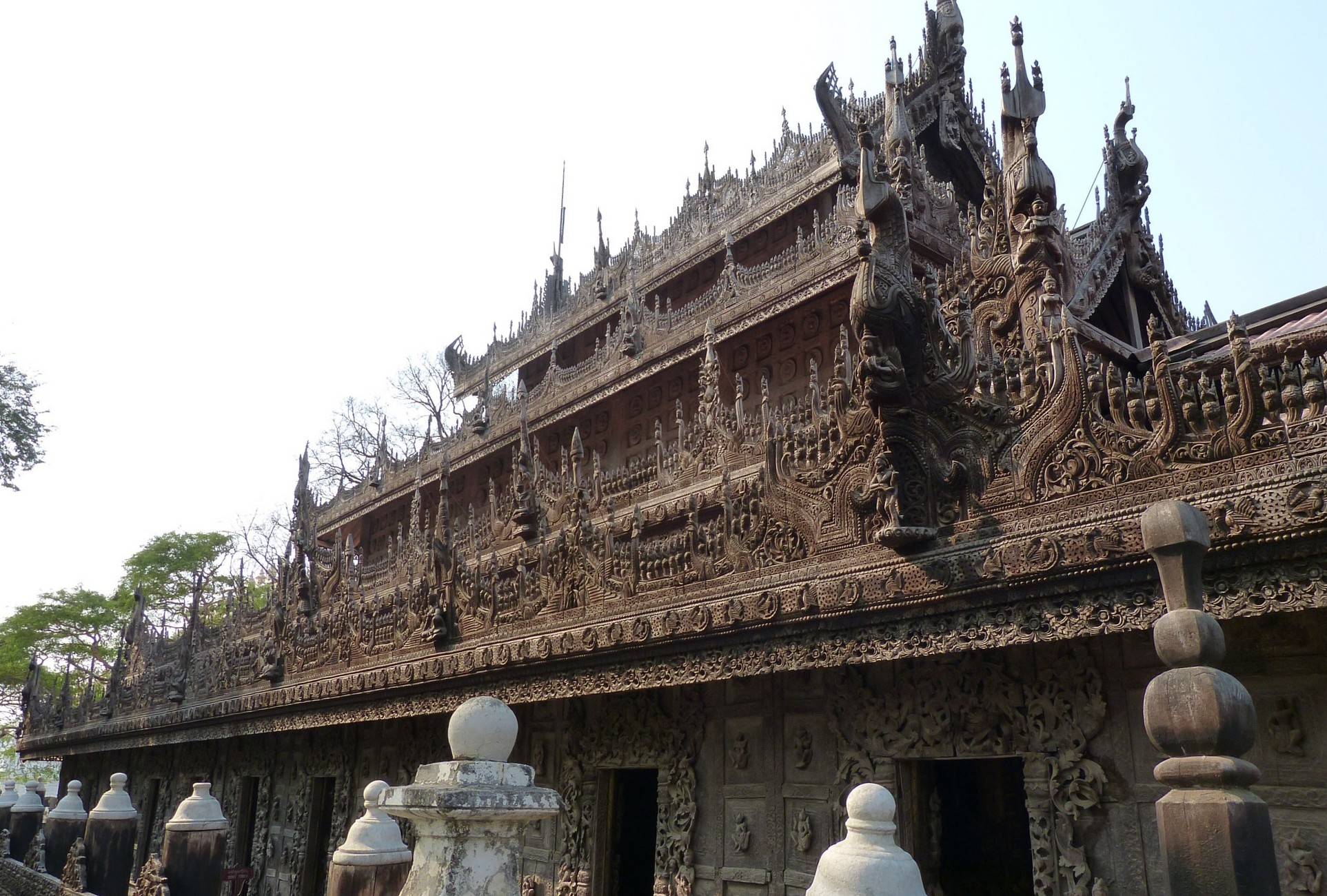
シュウェナンドー修道院
ミャンマーを代表する仏教建築の一つである

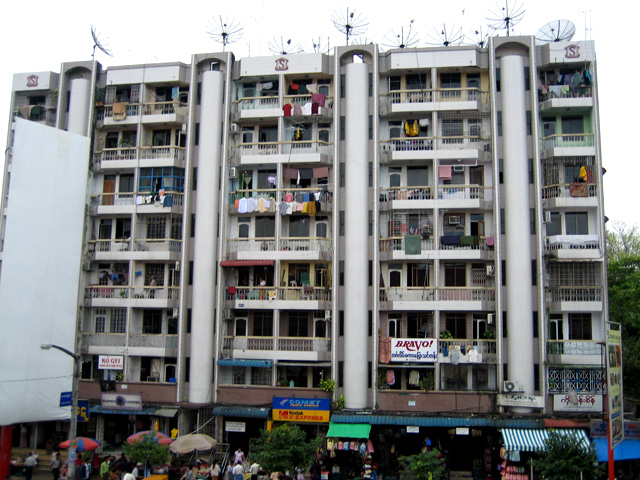
ヤンゴンの典型的なアパート

ミャンマーの建築には、近隣諸国や西洋諸国の影響と国そのものの近代化を反映した建築様式が含まれている。
国内の主な建物には仏教由来の仏塔や寺院、パゴダ、イギリス植民地時代の建築物があり、最も有名な建築物にはシュエダゴン・パゴダが挙げられる。

### 世界遺産
ミャンマー国内には、ユネスコの世界遺産リストに登録された文化遺産が2件存在する。
- ピュー古代都市群 - 2014年
- バガン - 2019年
  - 「バガンの考古地域と記念建造物群」は、1997年の第21回世界遺産委員会（ナポリ）で、「情報照会」と決議されていた[125]。このときに問題となったのは、ゴルフ場をはじめとする周辺環境との兼ね合いであった[126]。

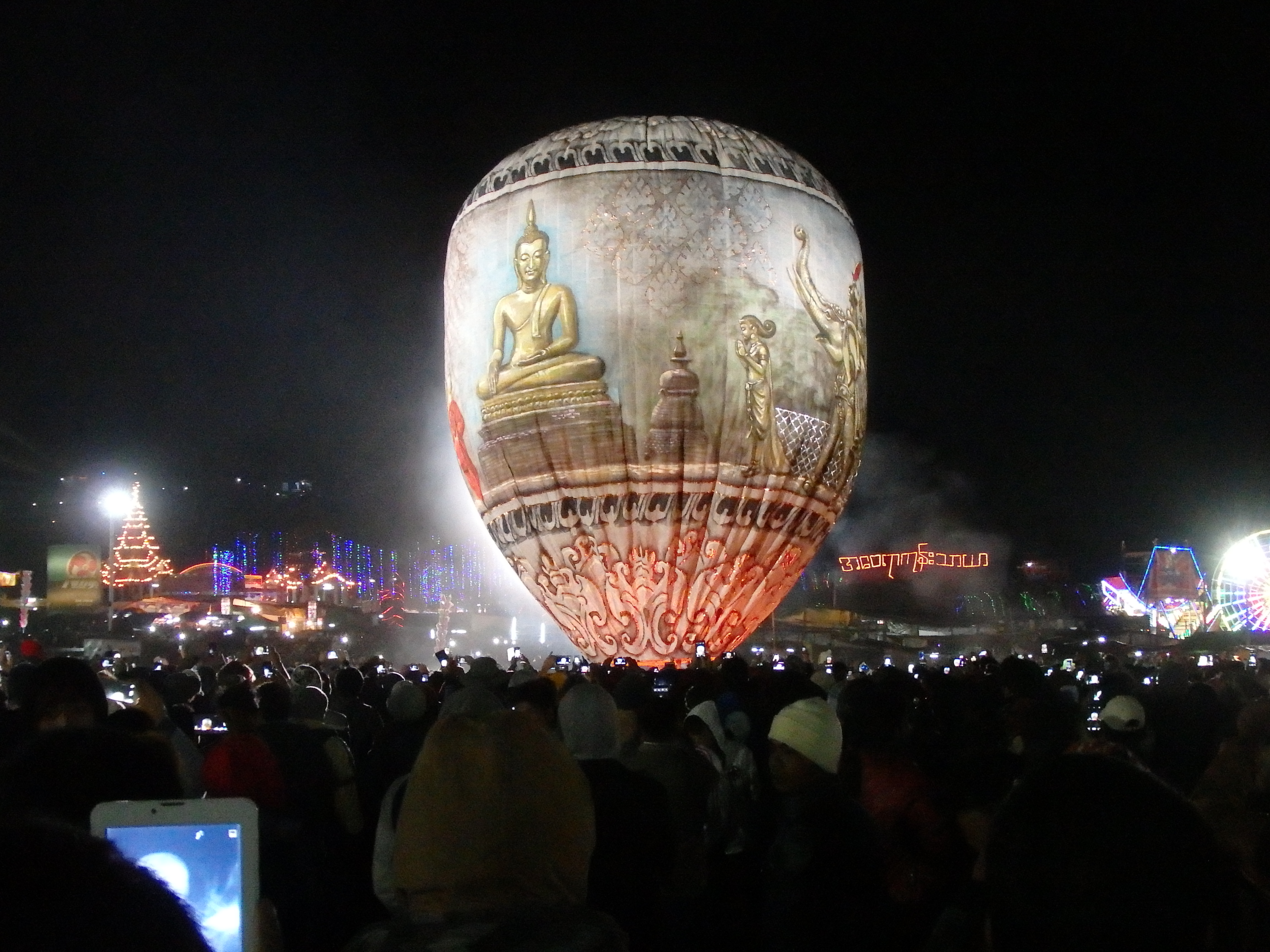
タウンジーで11月（伝統暦では8番目の月ダザウンモン）の灯祭りで打ち上げられる熱気球（မီးပုံးပျံミーボウンビャンあるいはမီးပုံミーボウン）

### 祝祭日
| 日付              | 日本語表記               | 現地語表記          | ラテン文字表記         | 備考                                                                                      |
| ----------------- | ------------------------ | ------------------- | ---------------------- | ----------------------------------------------------------------------------------------- |
| 1月4日            | 独立記念日               | လွတ်လပ်ရေးနေ့              | Lut lat yay nei        | 1948年1月4日の独立を記念                                                                  |
| 2月12日           | ユニオンデー             | ပြည်ထောင်စုနေ့              | Pyidaungzu nei         | 1947年2月12日の各民族間のパンロン合意を記念                                               |
| 3月2日            | 小作農の日               | တောင်သူလယ်သမားနေ့            | Taungthu lè thama nei  |                                                                                           |
| 3月13日           | タバウンの満月           | တပေါင်းလပြည့်နေ့             | Tabaung la pyei nei    | パゴダを作る祭                                                                            |
| 3月27日           | 国軍記念日               | တပ်မတော်နေ့               | Tatmadaw nei           | 1945年3月27日のビルマ国軍対日蜂起を記念                                                   |
| 4月13日 - 4月16日 | 水祭り（ティンジャン）   | သင်္ကြန်                | Thingyan               | ビルマの新年を祝う                                                                        |
| 4月17日           | ビルマの新年             | နှဈကူး                 | Bama hnithitku         |                                                                                           |
| 5月1日            | 労働節                   | အလုပ်သမားနေ့              | A louk thama nei       |                                                                                           |
| 5月11日           | カゾンの満月             | ကဆုန်လပြည့်နေ့             | Kason la pyei Boda nei | 仏陀の誕生・入滅・悟りを菩提樹に水をかけて祝う                                            |
| 7月9日            | 雨安居(仏教徒受難節始日) | ဝါဆိုလပြည့်နေ့              | Waso la pyei nei       |                                                                                           |
| 7月19日           | 殉教者の日               | အာဇာနည်နေ့               | Azani nei              | 1947年7月19日のアウンサンらの暗殺を追悼                                                   |
| 10月6日           | 仏教徒受難節終日         | သီတင်းကျွတ်               | Thadingyut             |                                                                                           |
| 10月 - 11月       | ディーワーリー           | ဒေဝါလီ                 | Deiwali                |                                                                                           |
| 11月4日           | ダザウンダインの満月     | တန်ဆောင်မုန်းလပြည့်နေ့၊ တန်ဆောင်တိုင်ပွဲ | Tazaungdaing pwe       | ランタンの祭り。伝統暦8番目の月ダザウンモン月（တန်ဆောင်မုန်း）にあたり、熱気球が打ち上げられる。 |
| 11月14日          | 国慶日                   | အမျိုးသားနေ့                | Amyotha nei            | 1920年11月14日のビルマ最初の学生ストを記念                                                |
| 12月19日          | カレンの新年             | ကရင်နှဈသဈကူး            | Kayin hnithiku         | カレン族の新年                                                                            |
| 12月25日          | クリスマス               | ခရစ်စမတ်              | Hkarissamat nei        |                                                                                           |
| 11月 - 1月        | イード                   | အစ်စလာမ် ဘာသာ            | Id nei                 | イスラム教徒の祭日（イード・アル＝フィトル、イード・アル＝アドハー）                      |

### スポーツ
サッカー
ミャンマーではサッカーが最も人気のスポーツとなっており、2009年にプロサッカーリーグのミャンマー・ナショナルリーグが創設された。2012年には日本のJリーグとパートナーシップ協定を締結している。ミャンマーサッカー連盟によって構成されるサッカーミャンマー代表は、これまでFIFAワールドカップには未出場である。AFCアジアカップでは、ビルマ代表時代に1968年大会で準優勝の成績を収めている。